# Museo di belle arti di Rennes
Il museo di belle arti di Rennes (MBAR) è un museo d'arte e di archeologia francese.
Fu costituito inizialmente con opere scelte tra quelle confiscate nel 1794 dalla rivoluzione negli edifici religiosi e civili della città di Rennes. Tuttavia la maggior parte delle sue ricchezze è dovuta al gabinetto delle curiosità del marchese di Robien, Consigliere (1720 – 1726) e poi Presidente (1724 – 1756) del Parlamento di Bretagna, che vi aveva messo un'importante raccolta di opere e di oggetti di tutte le epoche. Con la collezione del marchese di Livois ad Angers, era allora una delle rare collezioni provinciali di antica pittura. Il palazzo in cui ha sede era precedentemente il Palazzo dell'Università di Rennes.
 
Il museo è servito dalla Metropolitana di Rennes, stazione République.

## Collezioni
Il museo di belle arti di Rennes ha una vocazione enciclopedica, poiché le sue collezioni coprono anche i dipinti e le sculture europee dal secolo XIV al XX,  oggetti d'arte provenienti dall'Europa, ma anche dall'Africa e dall'America, antichità regionali, romane, etrusche, greche ed egiziane.

### Archeologia

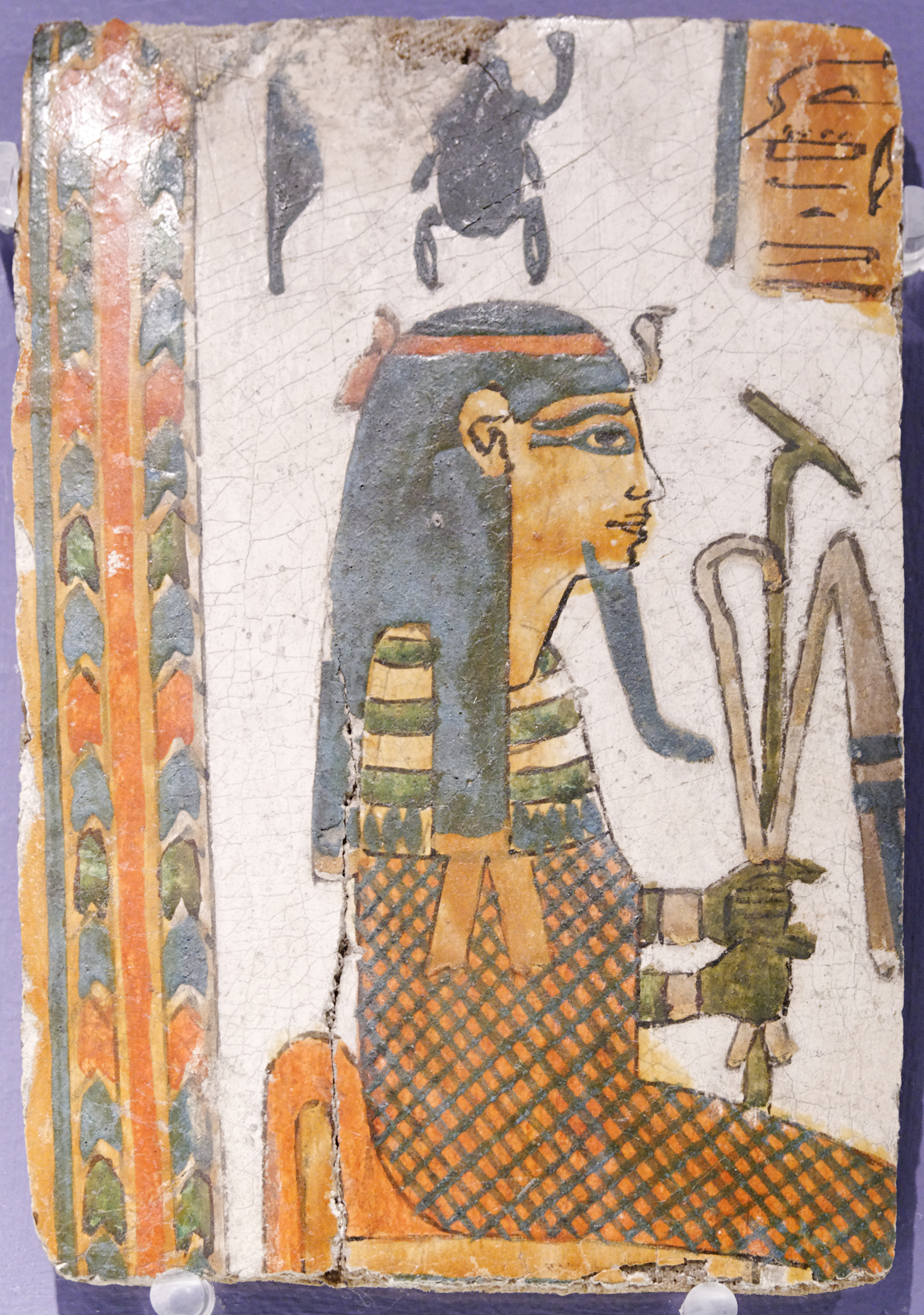
Frammento di cartiglio a nome di Djed-Amon, Egitto (Tebe?), XXII o XXIII dinastia
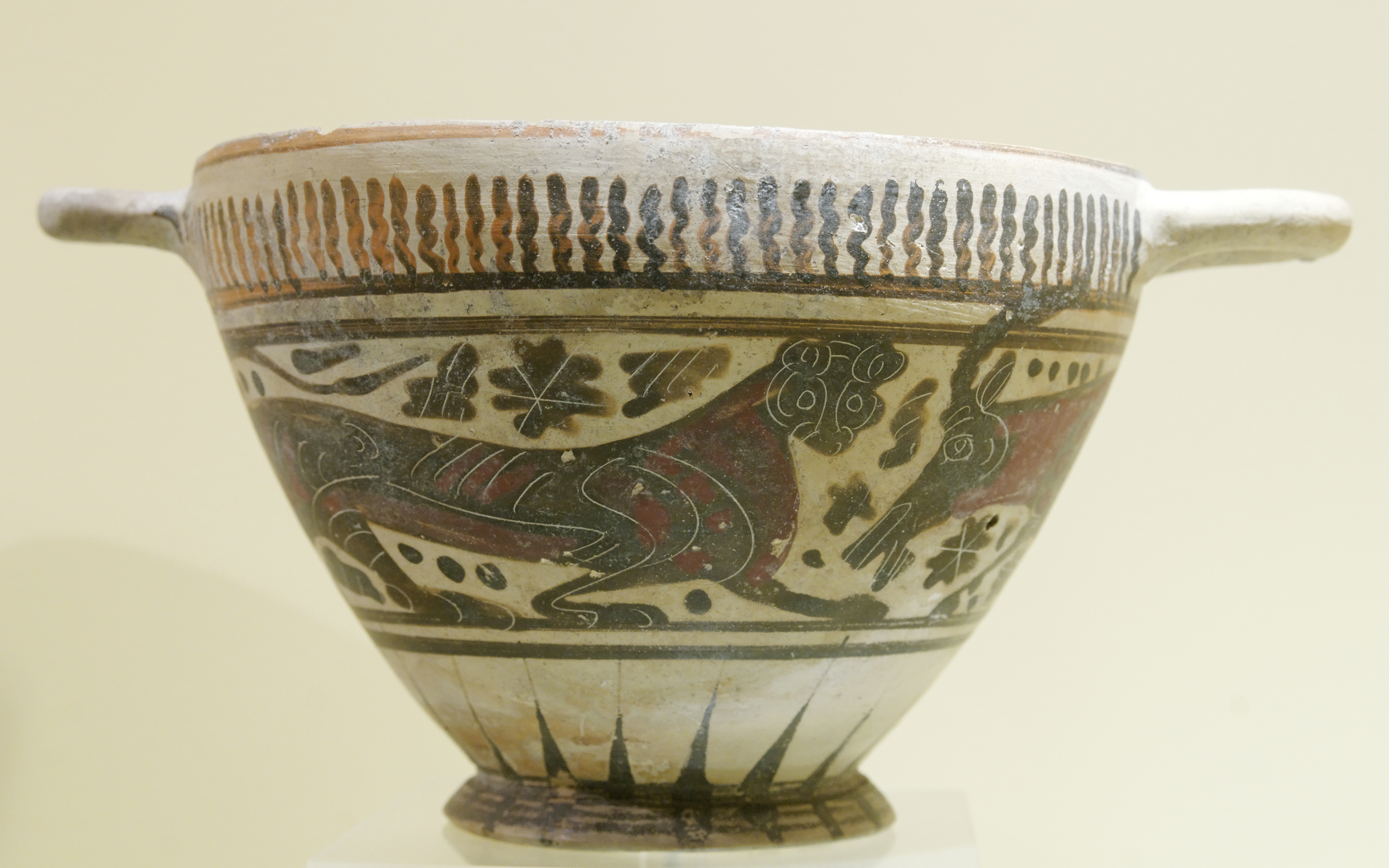
Skyphos corinzio medio, verso -600-570 a.C.
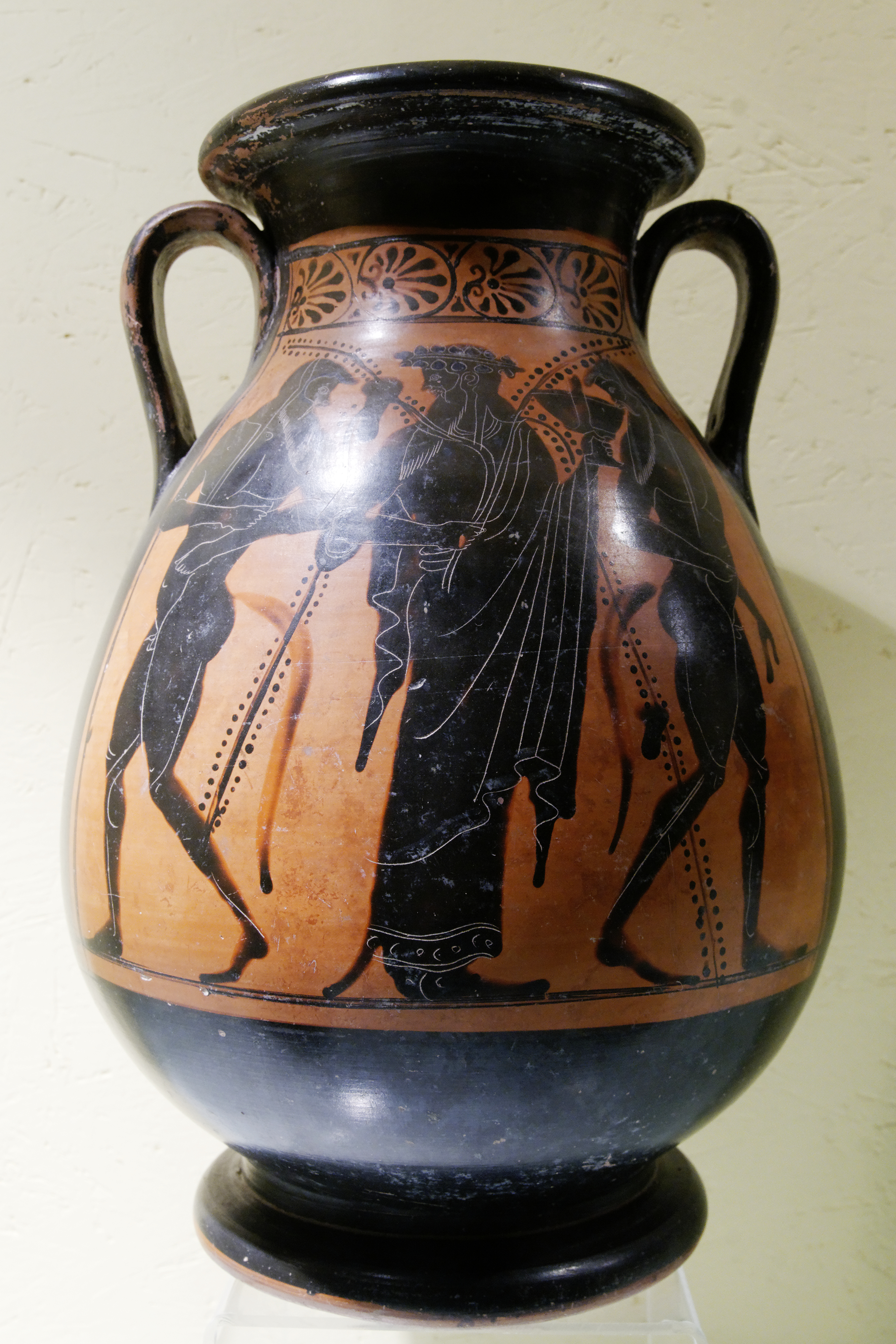
Dioniso tra due satiri, lato A di una pelike attica a figure nere proveniente da Rodi (verso -510 a.C.)

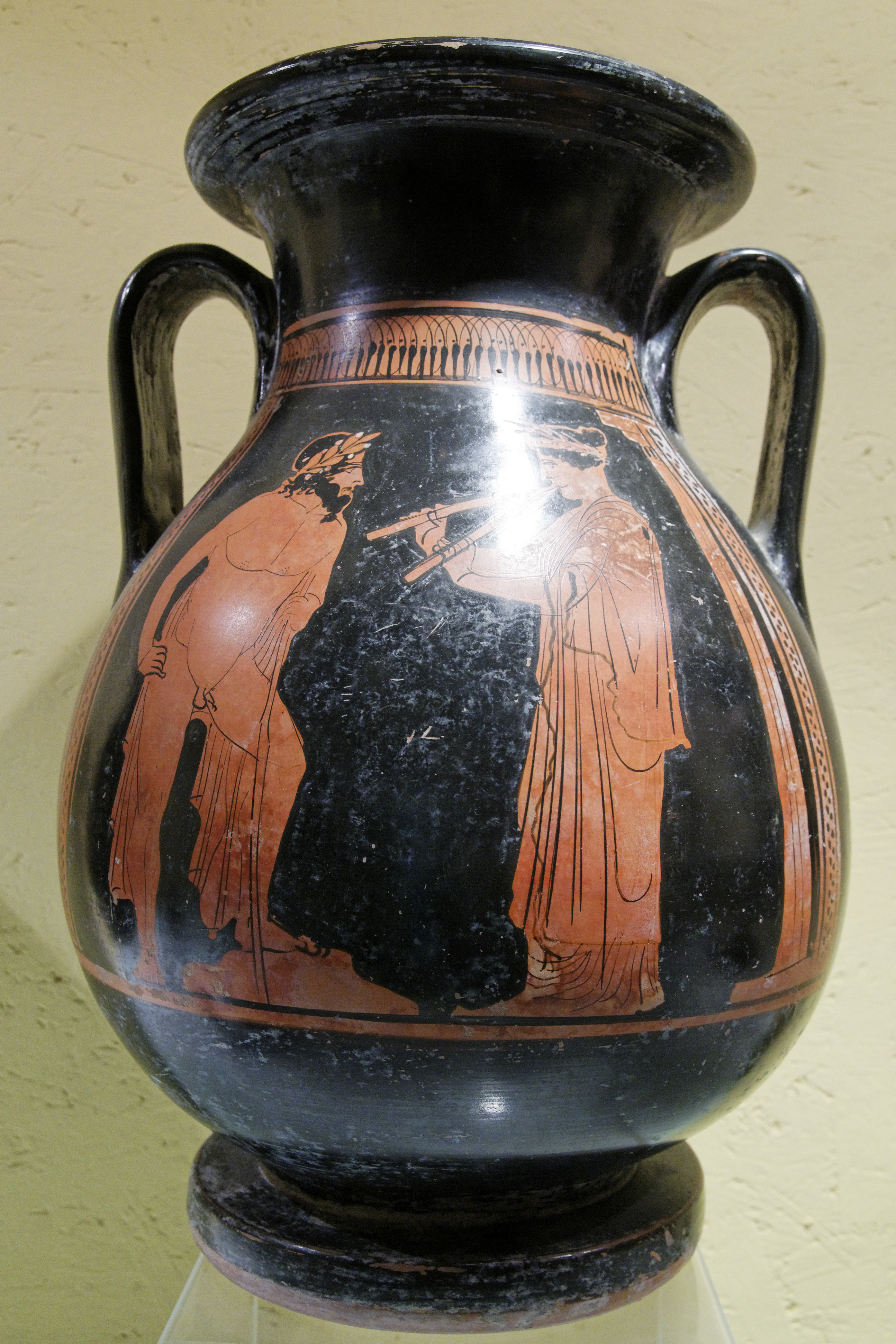
Komos e gioia dell'aulos, lato A d'una pelike attica a figure rosse, proveniente da Rodi (verso -430 a.C.)
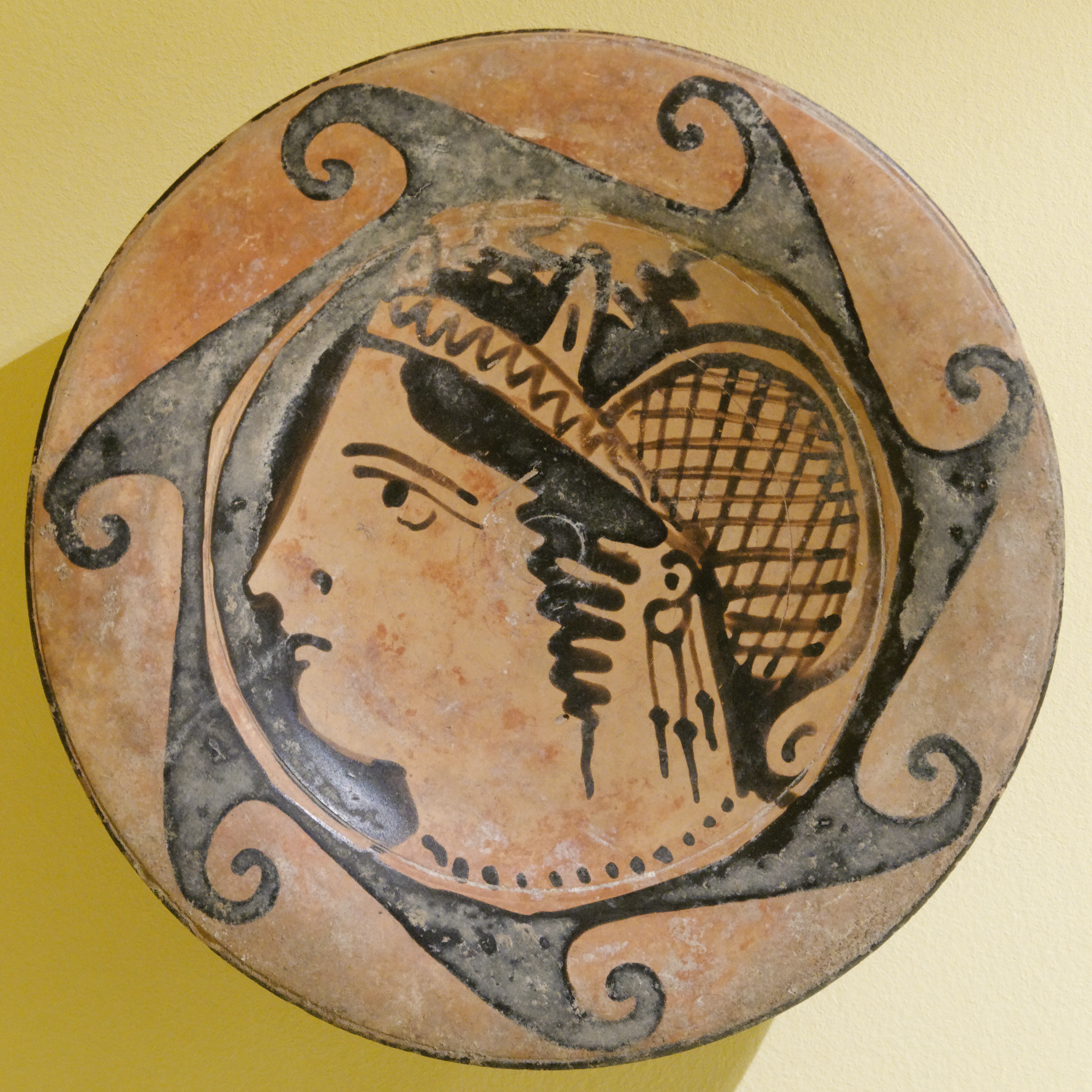
Testa femminile a sinistra, medaglione di una patera etrusca, 2ª metà del IV secolo a.C.
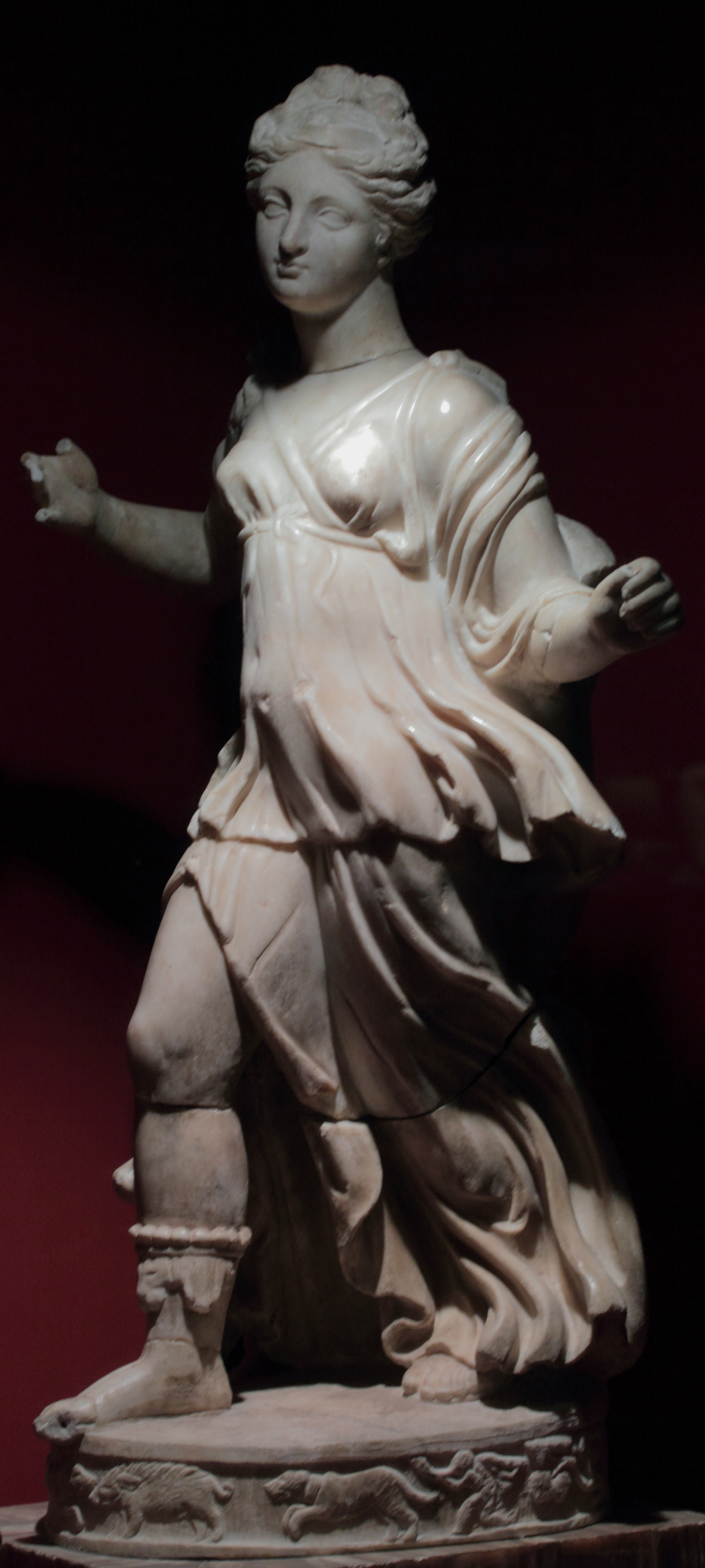
Statua di Diana cacciatrice, marmo, Roma

### Arti grafiche

#### Disegni
Più di tutti gli altri settori della collezione, il gabinetto dei disegni deve molto al presidente de Robien. I 1 107 fogli provenienti dalla sua collezione restano la parte più prestigiosa del fondo d'arte grafica del museo. Filippo Lippi, Leonardo da Vinci, Botticelli, Donatello, Domenico Ghirlandaio, Giovanni Bellini, Michelangelo, Albrecht Dürer, Bernard van Orley, Lorenzo di Credi, Francesco di Stefano Pesellino, Il Sodoma, Correggio, Pontormo, Giulio Romano, Paris Bordone, Baccio Bandinelli, Parmigianino, Nicolò dell'Abate, Alessandro Allori, Federico Barocci, Rubens, Pietro da Cortona, Andrea Sacchi, Simon Vouet, Pierre Puget, Rembrandt, Salvator Rosa, Antoine Watteau, Sebastiano Ricci, Pierre Bonnard, Maurice Denis, Édouard Vuillard, Pablo Picasso sono fra gli artisti rappresentati tra i diversi fondi. Il fondo Robien si suddivide in parti sensibilmente eguali tra le scuole italiana, francese e nordica. I disegni sono custoditi nei piani superiori e non sono esposti al pubblico. Pertanto, non sono accessibili ai visitatori.

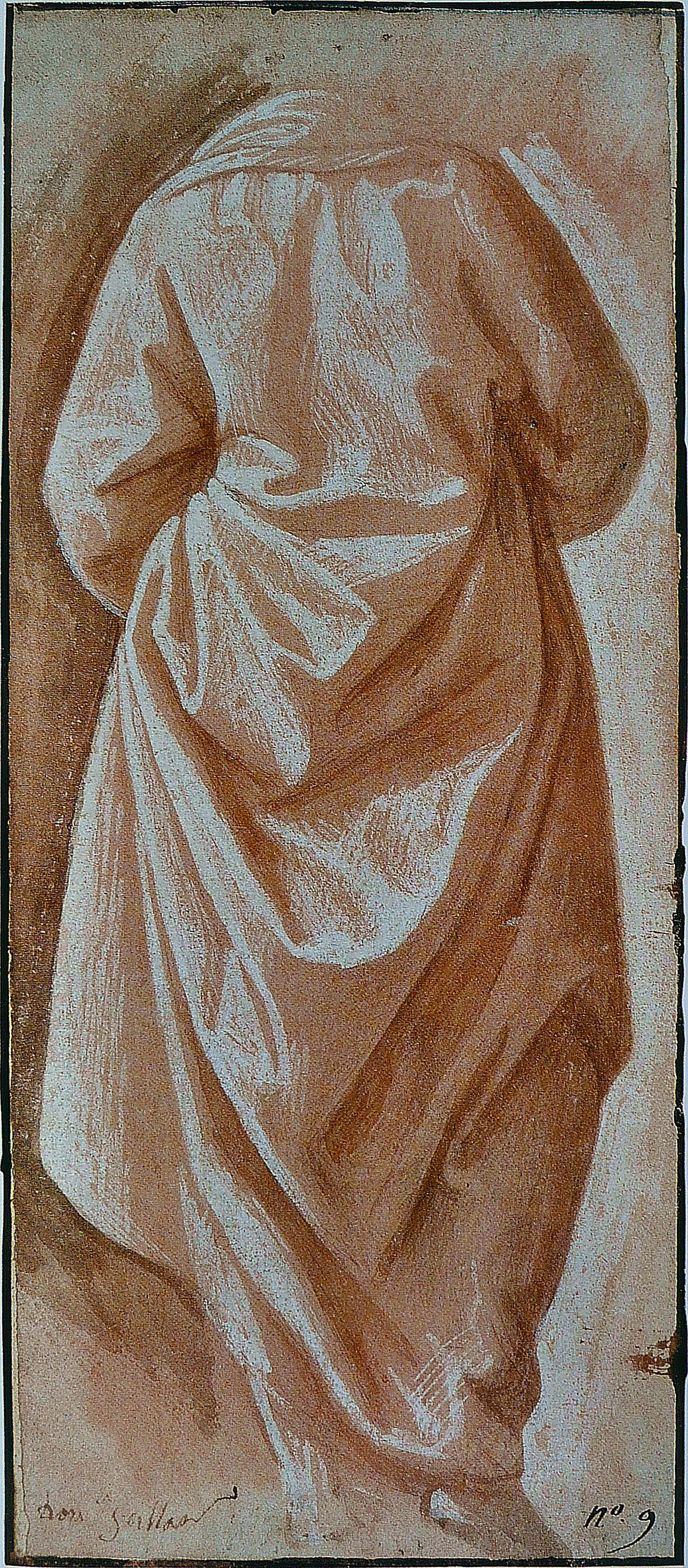
Domenico Ghirlandaio, Donna vista di schiena, drapperia, verso il 1480
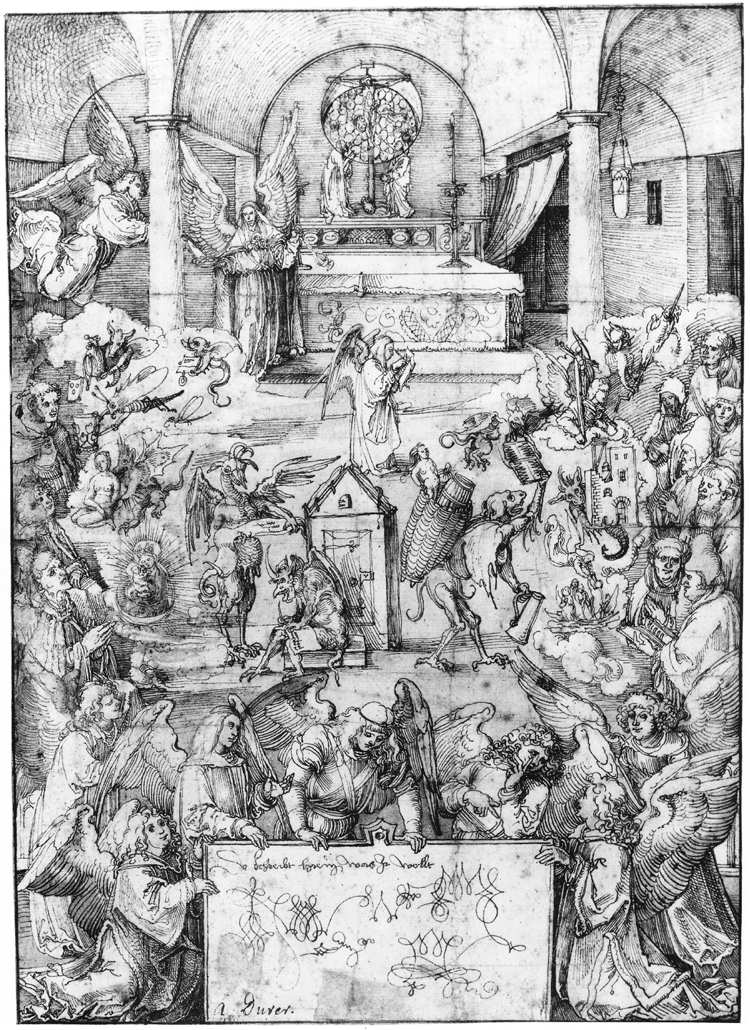
Albrecht Dürer, La Messa degli angeli, verso il 1500
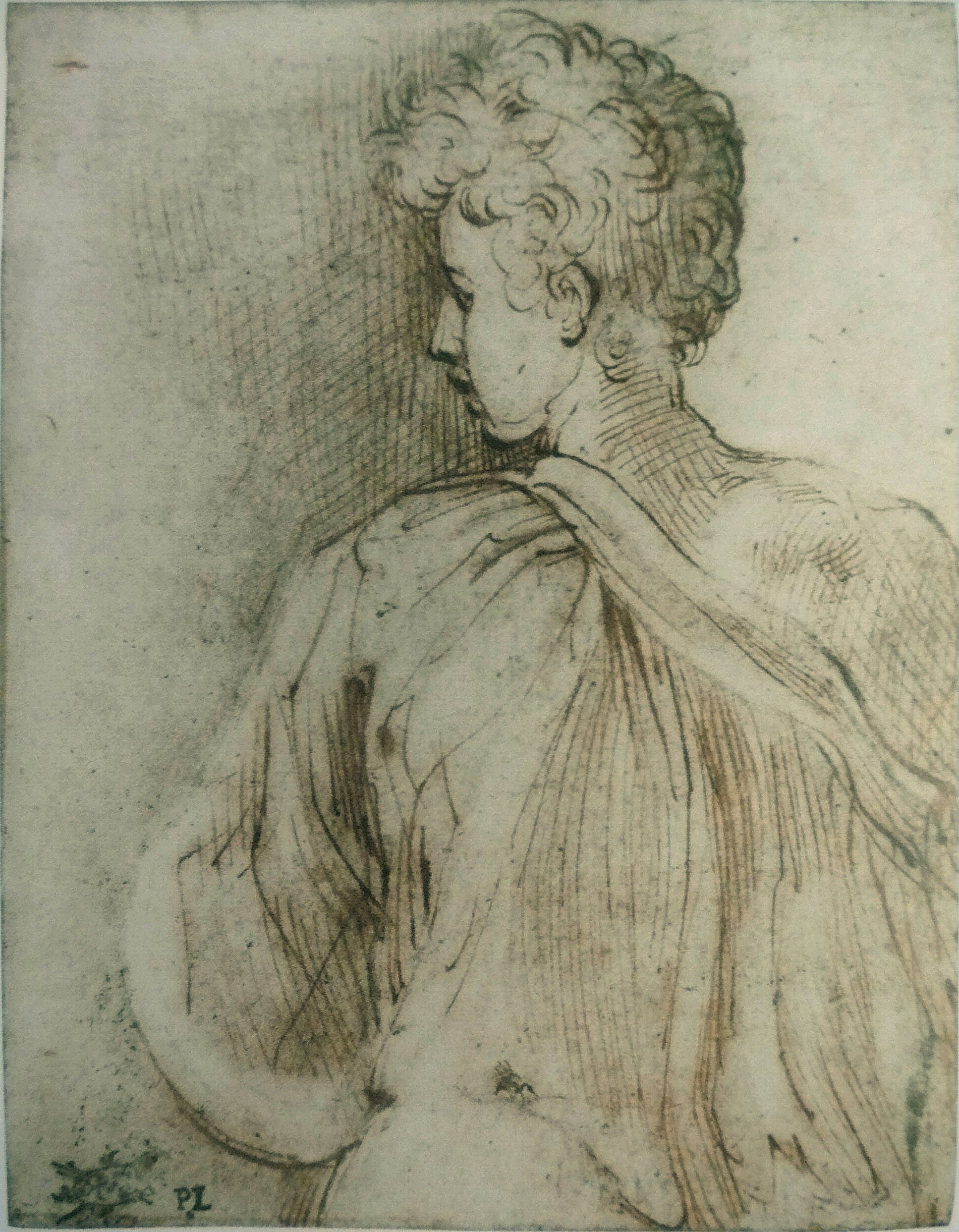
Parmigianino, Giovanotto visto di schiena, testa di profilo, anni 1520
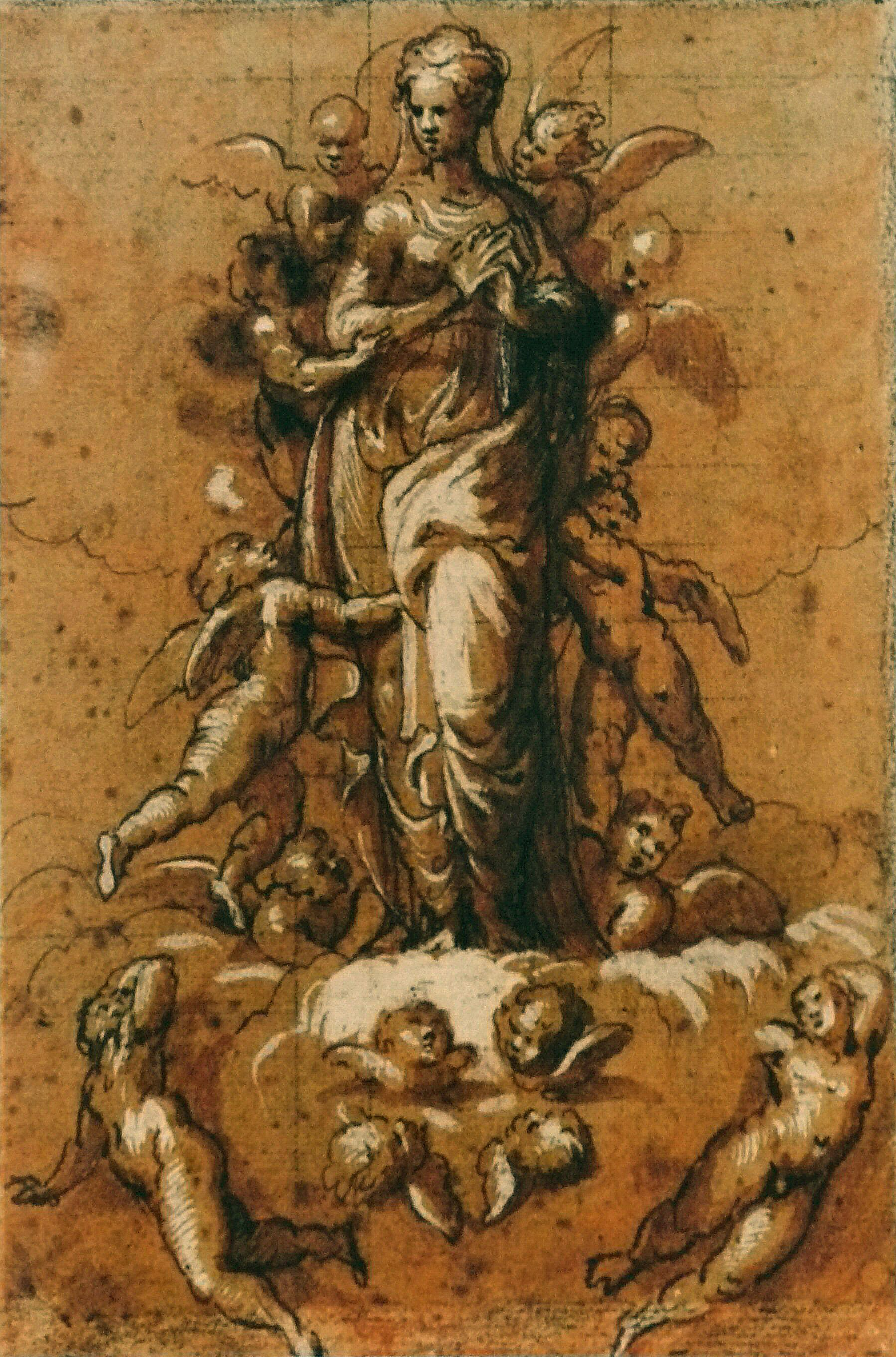
Bernardino Campi, L'Immacolata Concezione, anni 1560
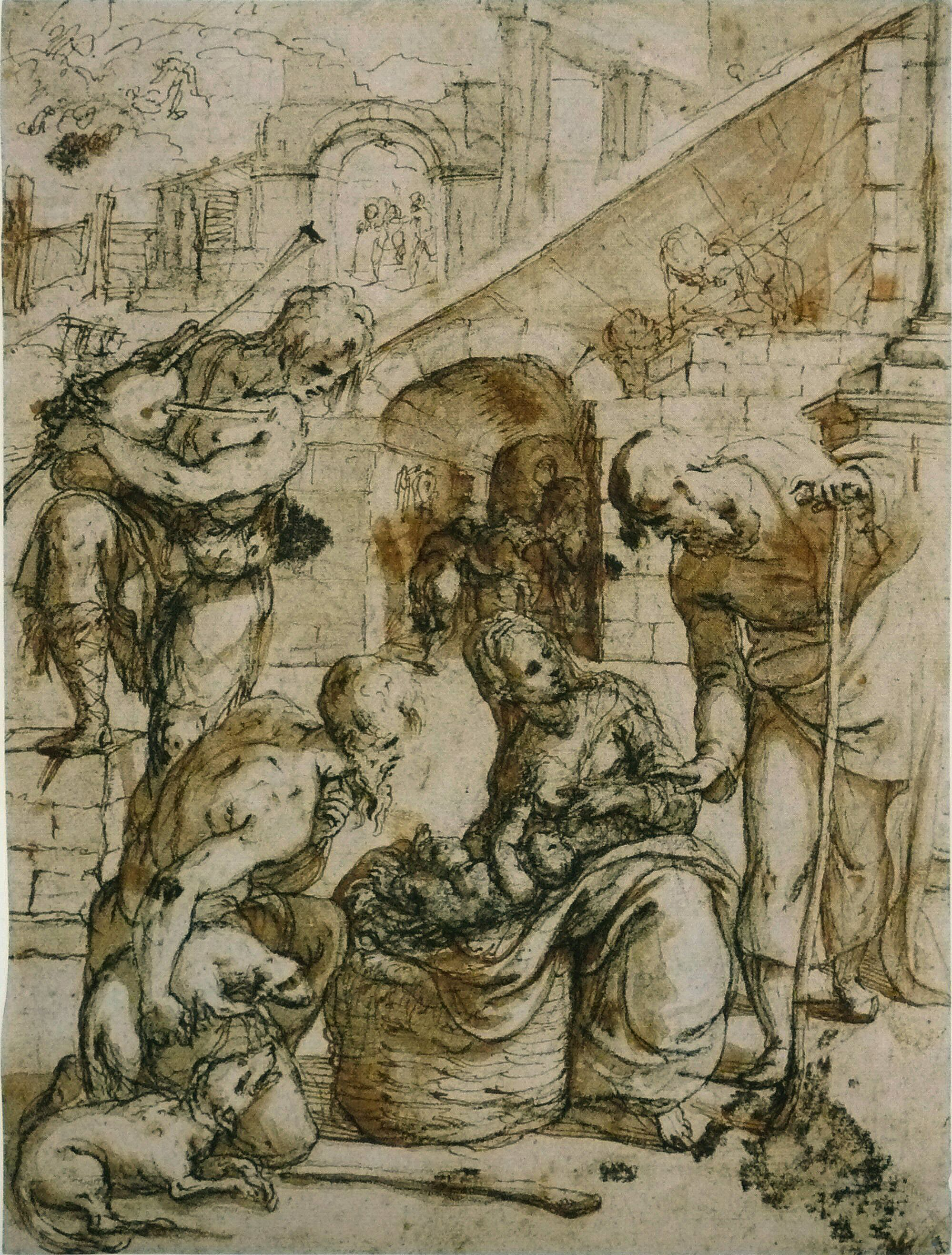
Carlo Urbino, L'Adorazione dei pastori, XVI secolo
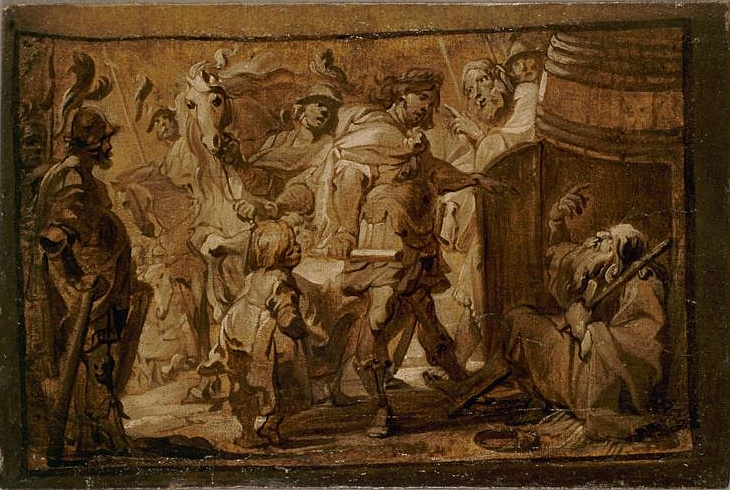
Antoon Sallaert, Alessandro e Diogene, XVII secolo

#### Stampe

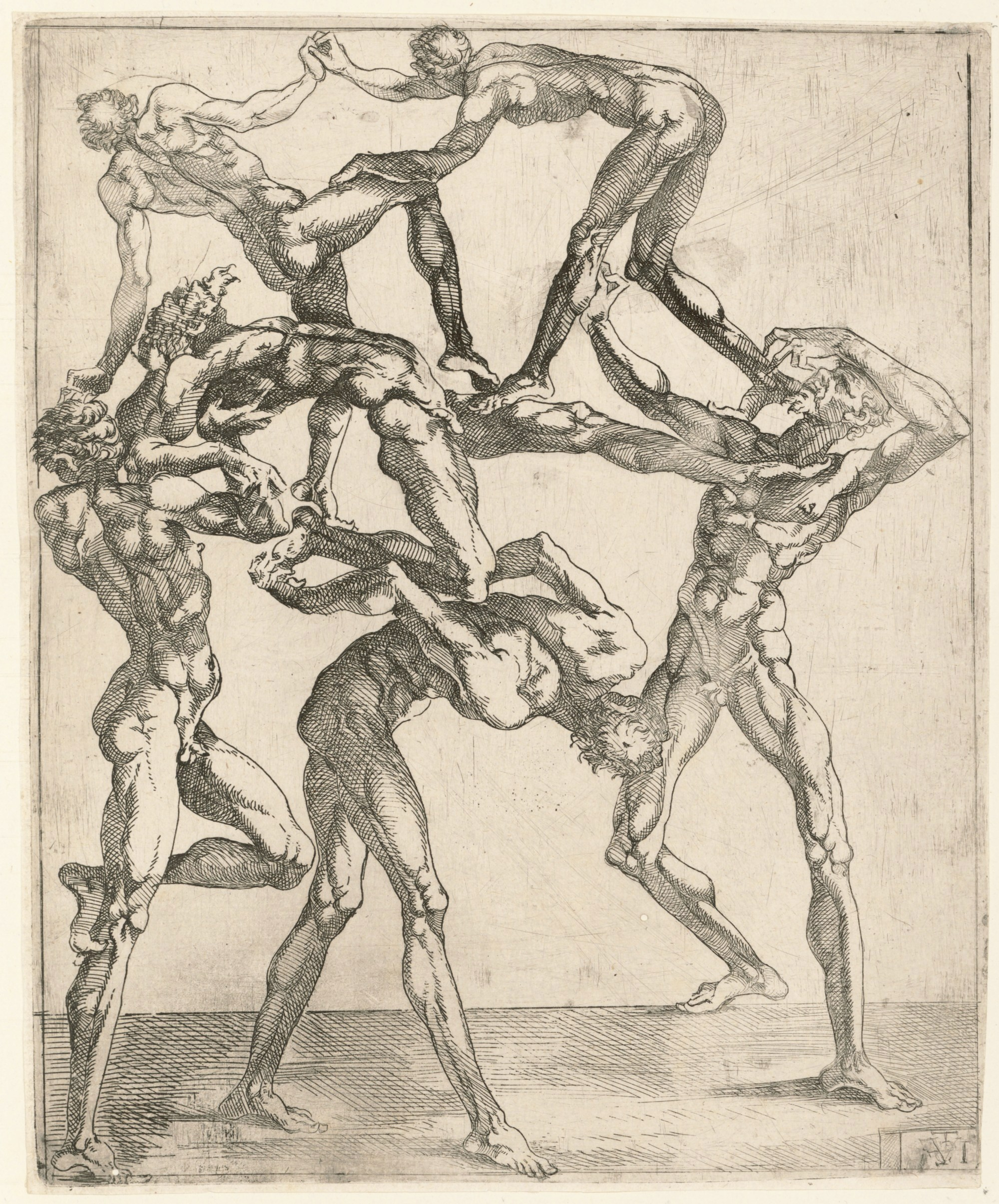
Juste de Juste, Piramide di sei uomini, anni 1540, acquaforte

Tra gli artisti rappresentati figuranto Albrecht Dürer, Luca da Leida, Parmigianino, Domenico Beccafumi, Hendrick Goltzius, Agostino Carracci, Jacques Callot, Claude Lorrain, Charles Le Brun, Rembrandt, Jacob van Ruisdael, Adriaen van Ostade, Jean-Antoine Watteau e François Boucher.

### Oggetti d'arte
I fondi, molto diversi, comportano pezzi provenienti dall'Africa francofona, bianca e nera dal XVIII secolo, dall'Asia Minore o dall'Estremo Oriente, ma anche dall'America, dal circolo polare ai tropici meridionali come dall'Oceania. I fondi extra-europei del museo totalizzano 3 700 oggetti, includendo le stampe giapponesi. La cultura europea è anche presente, anche se certi periodi sono quasi assenti: ve ne sono anche di medievali, malgrado un importante deposito del museo di Cluny.

### Dipinti e sculture dal XIV al XVIII secolo

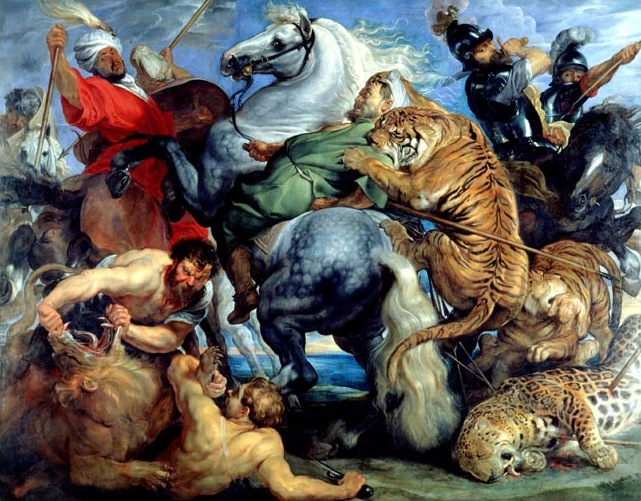
Peter Paul Rubens, La caccia alla tigre, 1617-1618, olio su tela

Il XV secolo è in particolare rappresentato da un dipinto di Mariotto di Nardo e soprattutto da due pannelli del primitivo italiano Lippo di Benivieni proveniente da uno stesso polittico.
Il XVI secolo conta alcune opere maggiori. La pittura veneta è la meglio rappresentata con Paris Bordone (San Giovanni Battista che corona l'agnello di fiori), Paolo Veronese (Perseo libera Andromeda) e Leandro Bassano. La celebre Donna tra le due età della Scuola di Fontainebleau e il San Luca che pettina la Vergine di Maarten van Heemskerck sono due esempi maggiori delle collezioni di questo secolo.
Tra gli artisti più celebri, sono presenti Lubin Baugin (molti dipinti fra i quali Coppa di frutti, una delle sue quattro nature morte conosciute), Claude Vignon, François Perrier, Philippe de Champaigne (Maddalena penitente, 1657 e Il Cristo nell'orto degli ulivi), Mathieu Le Nain, Jacques Stella, Eustache Le Sueur, Laurent de La Hyre, Charles Le Brun (Deposizione dalla Croce, verso il 1679), Noël Coypel, Charles de La Fosse, Jean Jouvenet e soprattutto Georges de La Tour, con il suo celebre Il neonato.
La scultura del XVII secolo è soprattutto rappresentata dai grandi bassorilievi di Antoine Coysevox, che ornavano una volta il piedestallo del Monumento a Luigi XIV eretto sulla Piazza del Parlamento di Bretagna dagli Stati generali di Bretagna e fuso durante la rivoluzione francese.
Il museo comprende opere dei grandi maestri dell'epoca, quali Ludovico Carracci, il Guercino (Pietà e Salomé che riceve la testa di san Giovanni Battista), Pietro da Cortona, Guido Reni o Luca Giordano (Martirio di san Lorenzo).
La Spagna del Siglo de Oro era assente dalle collezioni di Rennes fino all'acquisto di un'opera giovanile di José de Ribera, San Giuda Taddeo (verso i 1609-1610), acquisizione completata nel 2015 dal dono di un'altra tavola del primo periodo del maestro spagnolo, un San Matteo della stessa serie del primo.
Il museo espone tele datanti dal XVIII secolo di François Desportes, Jean Restout (Il Cristo nel giardino degli Ulivi, offerto al museo nel 2012) o Francesco Casanova e di più piccoli formati di Chardin, Francesco Guardi, Greuze, Charles-André van Loo o François Boucher, ma anche un insieme di schizzi di Francesco Solimena (Cristoforo Colombo che arriva in America, 1715), Giacomo del Pò, Corrado Giaquinto, Gabriel-François Doyen (schizzo de La Morte di Virginia, 1756-1758, acquisito nel 2011) e François-André Vincent (schizzo di L'Enlèvement d'Orythie, 1782). La maquette della statua di Luigi XV di Francia di Jean-Baptiste Lemoyne e il Mirabeau di Deseine rappresentante l'ambito della scultura. 

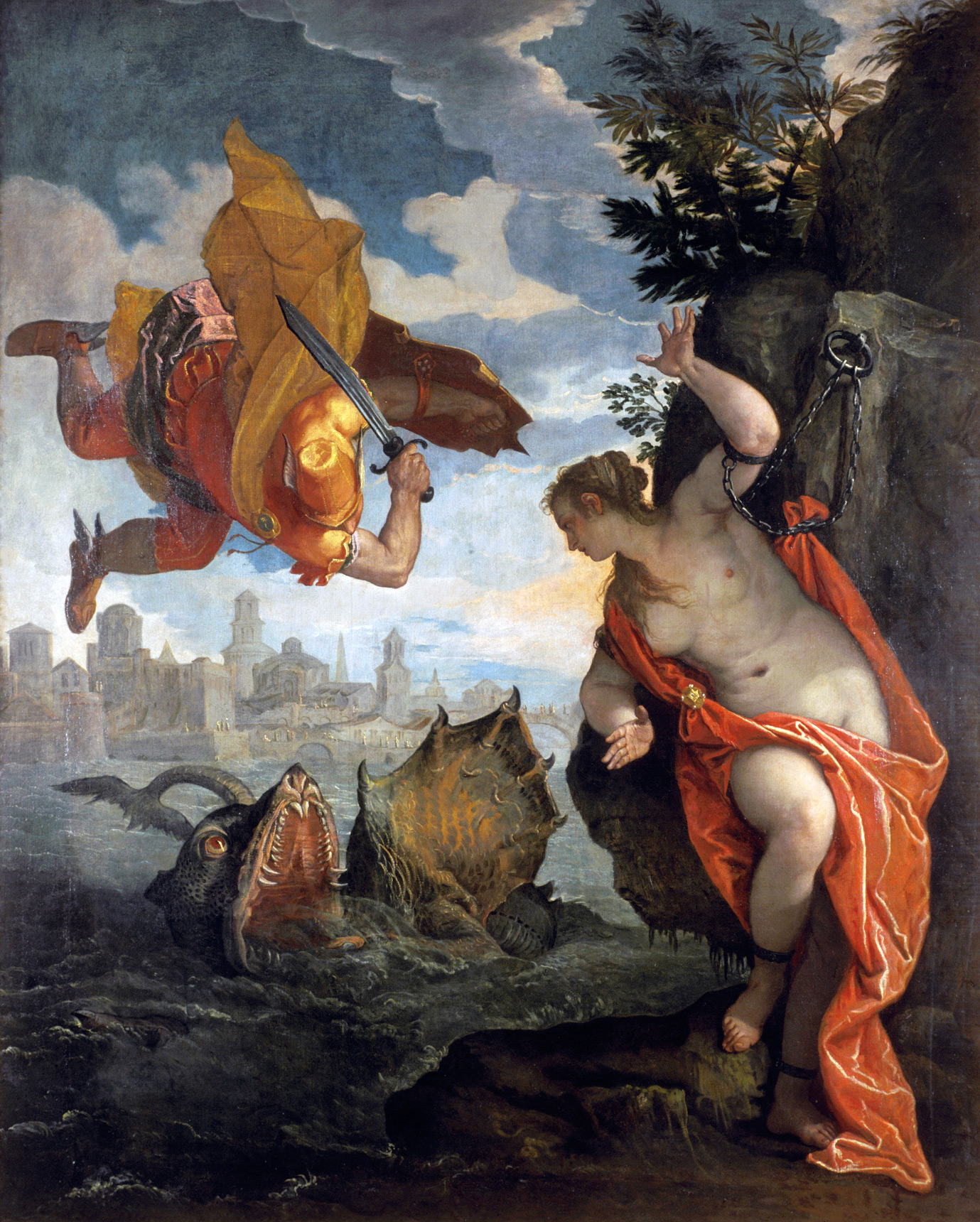
Paolo Veronese, Perseo che libera Andromeda, 1576-1578, olio su tela
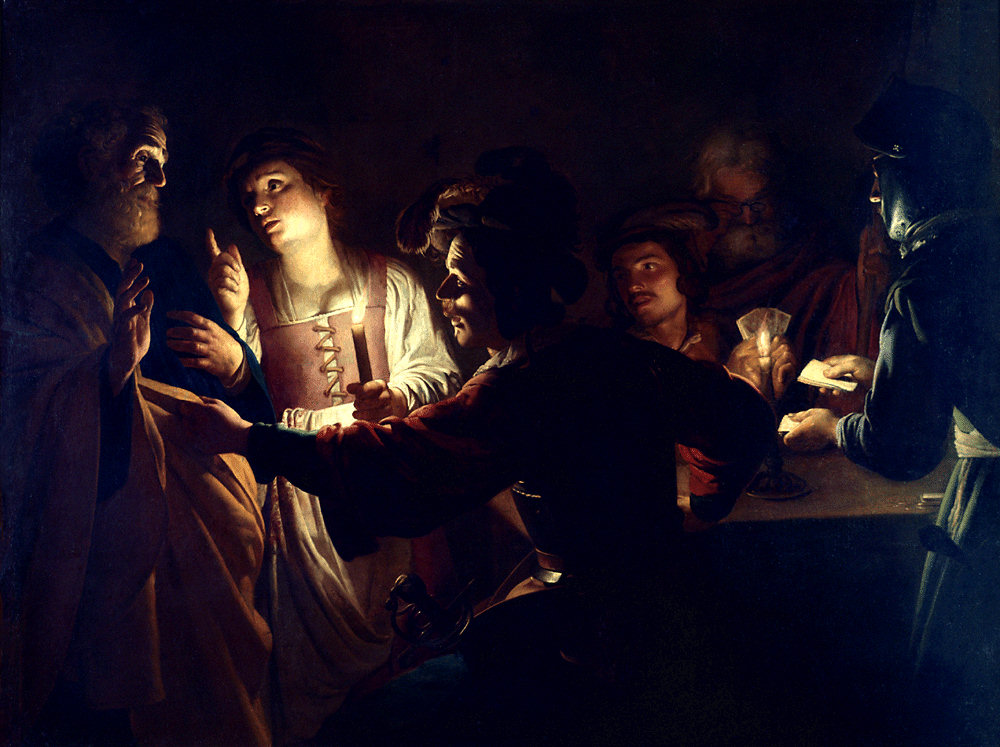
Gerrit Van Honthorst, Il Rinnegamento di san Pietro, tra il 1612 e il 1621, olio su tela
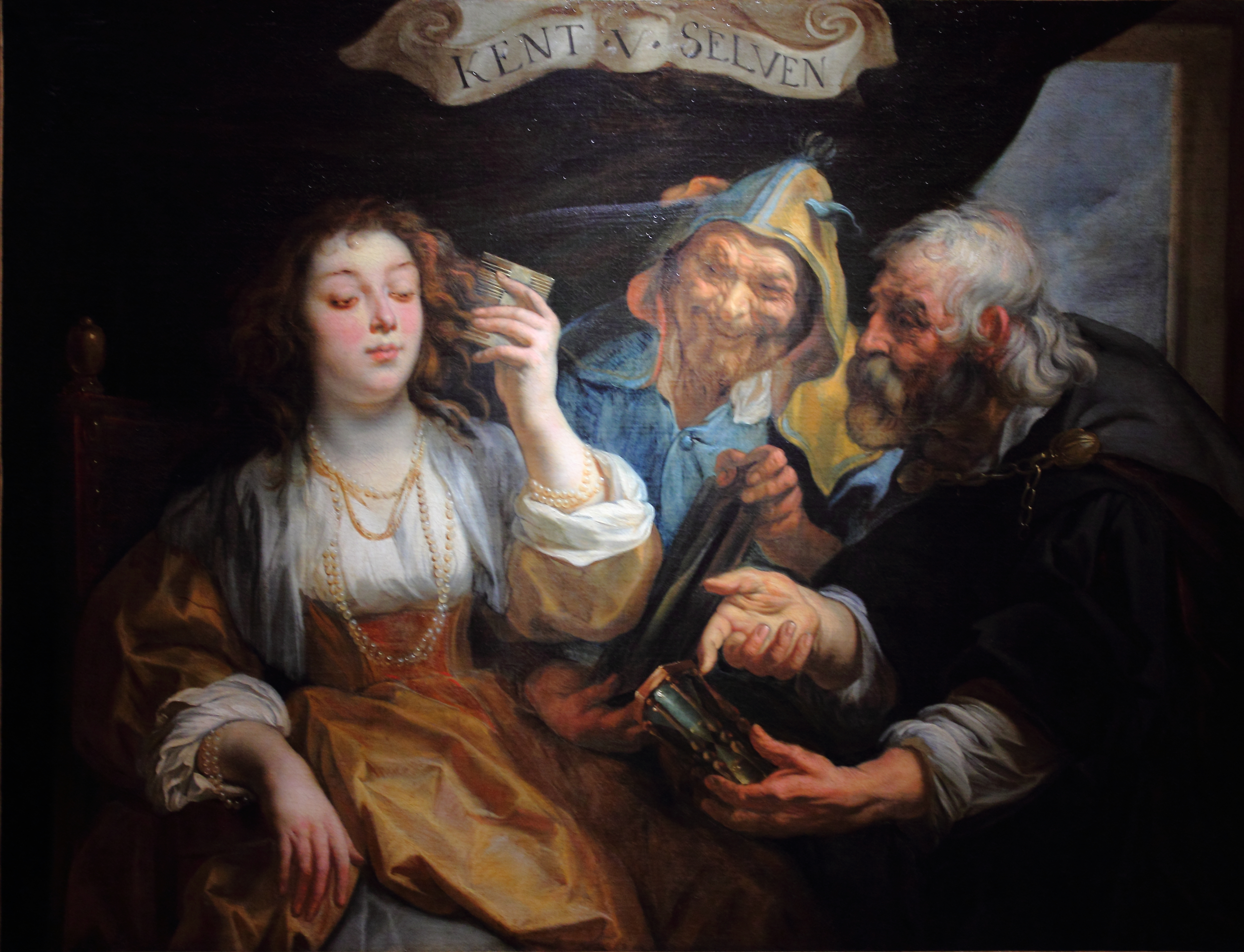
Jacob Jordaens, Conosci tè stesso, olio su tela
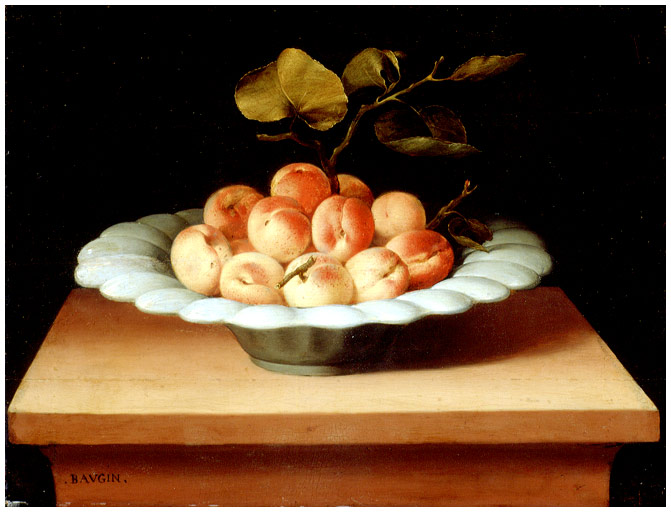
Lubin Baugin, Coppa di frutti, olio su legno
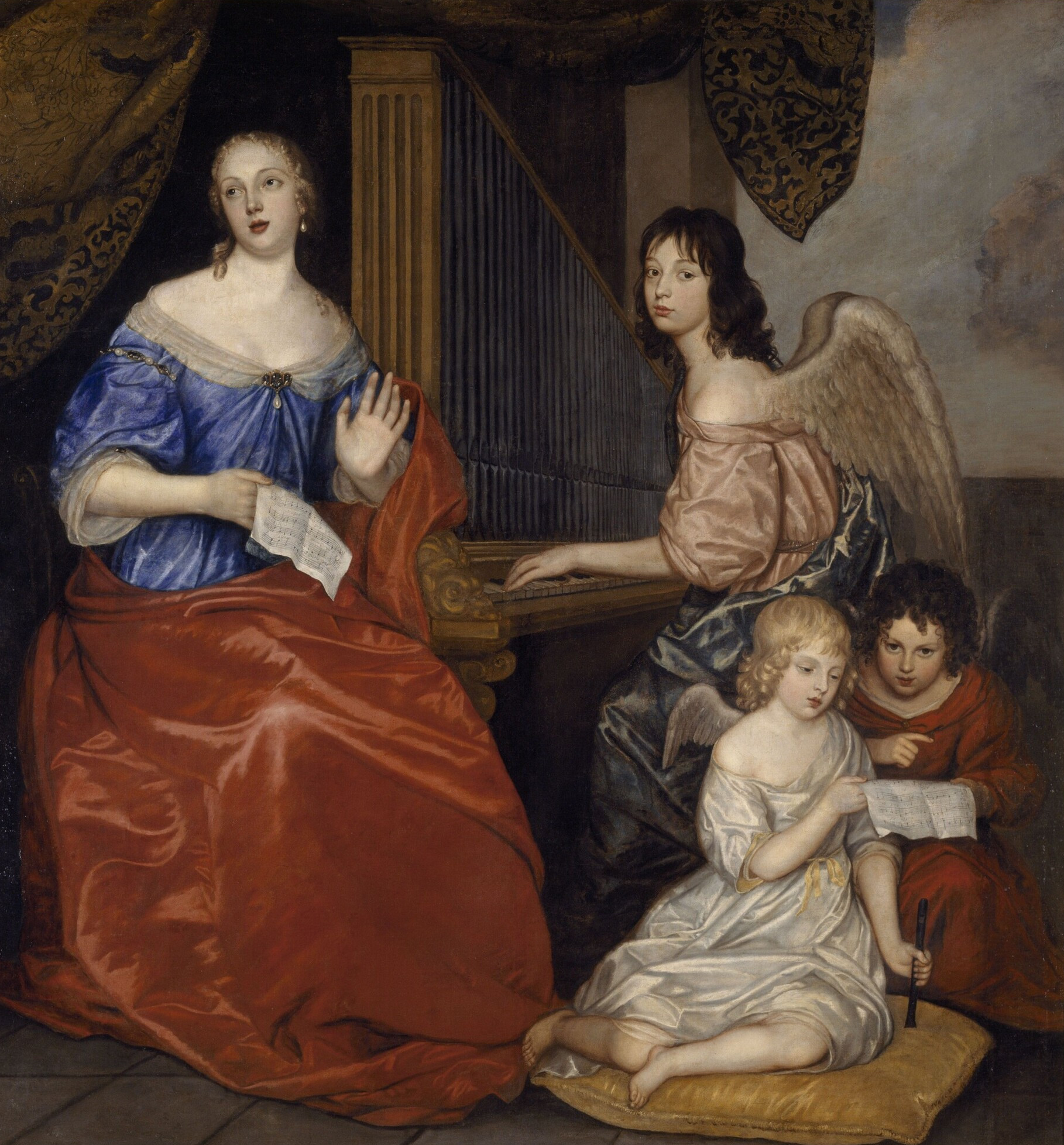
Peter Lely, Louise de La Vallière e i suoi figli, olio su tela
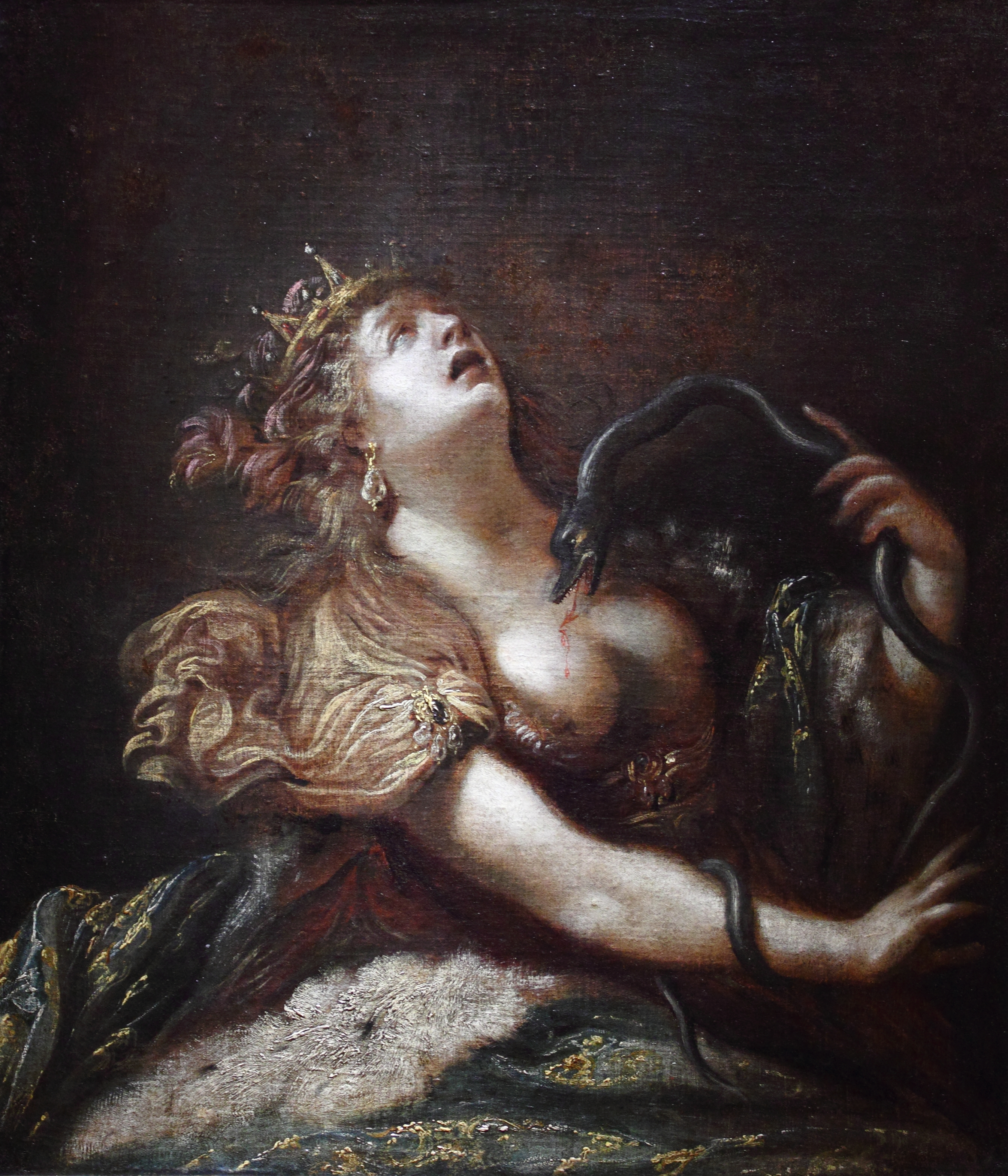
Claude Vignon, Cleopatra si suicida, verso il 1640
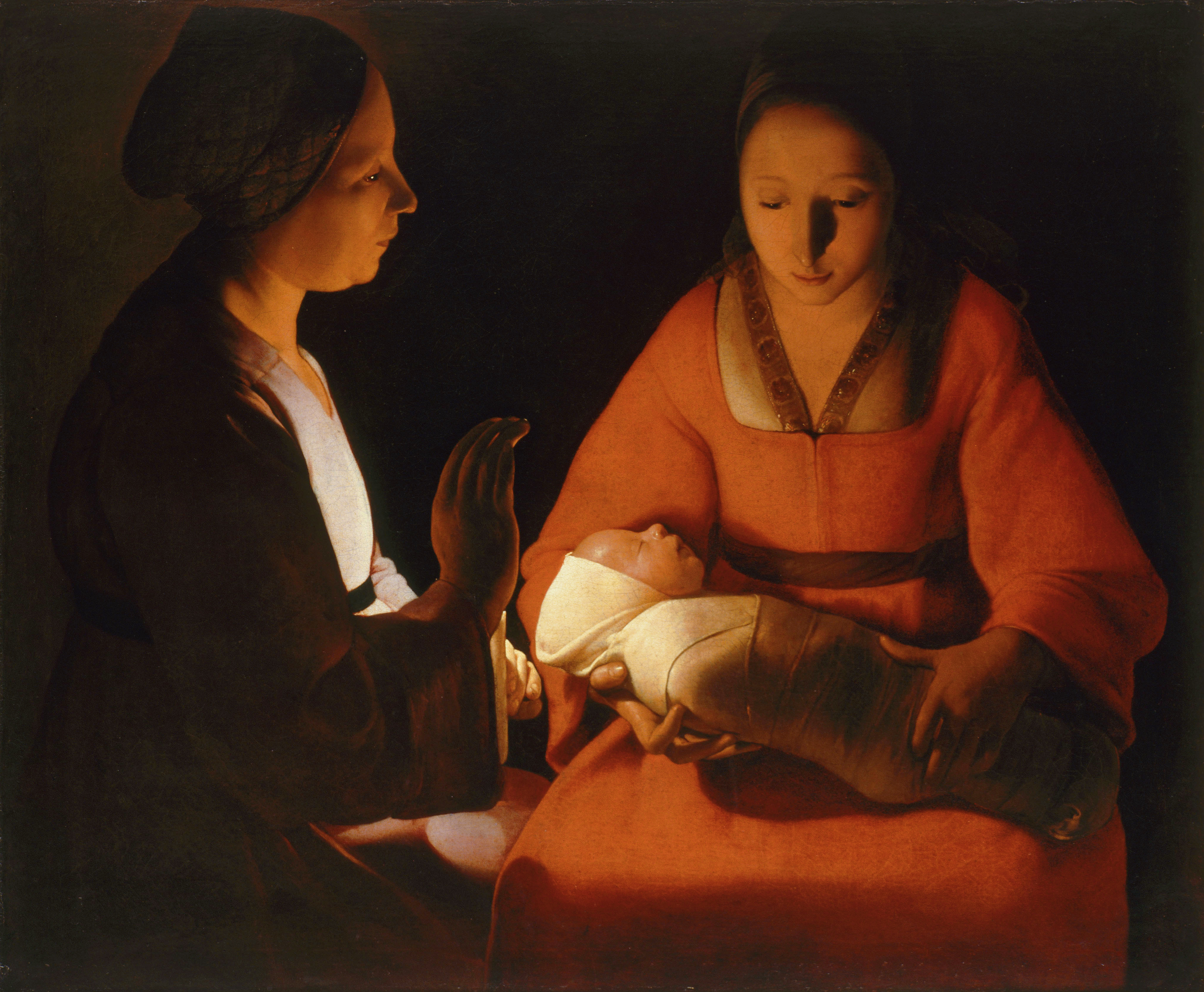
Georges de La Tour, Il neonato, 1645-1648, olio su tela
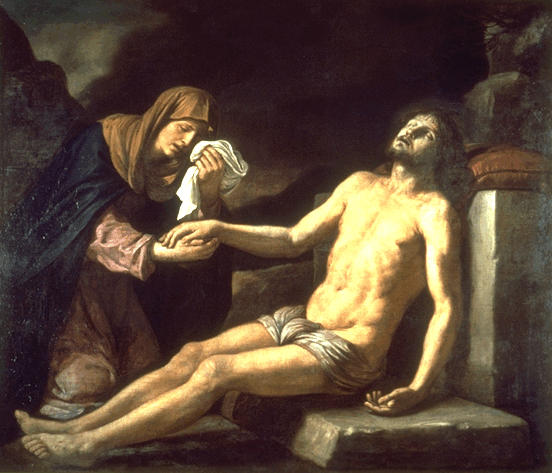
Il Guercino, Pietà, verso il 1640
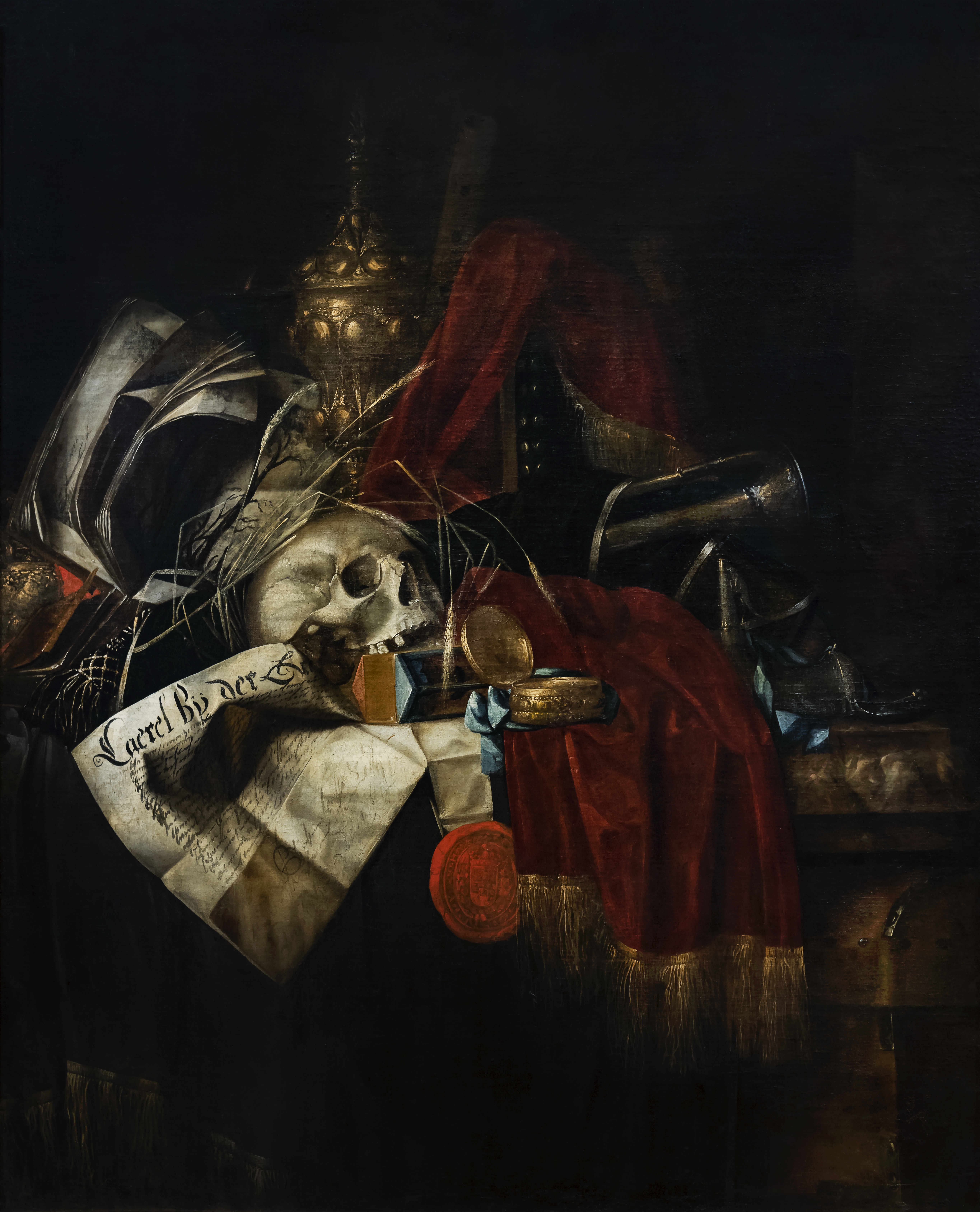
Franciscus Gysbrechts, Vanità, prima del 1677, olio su tela
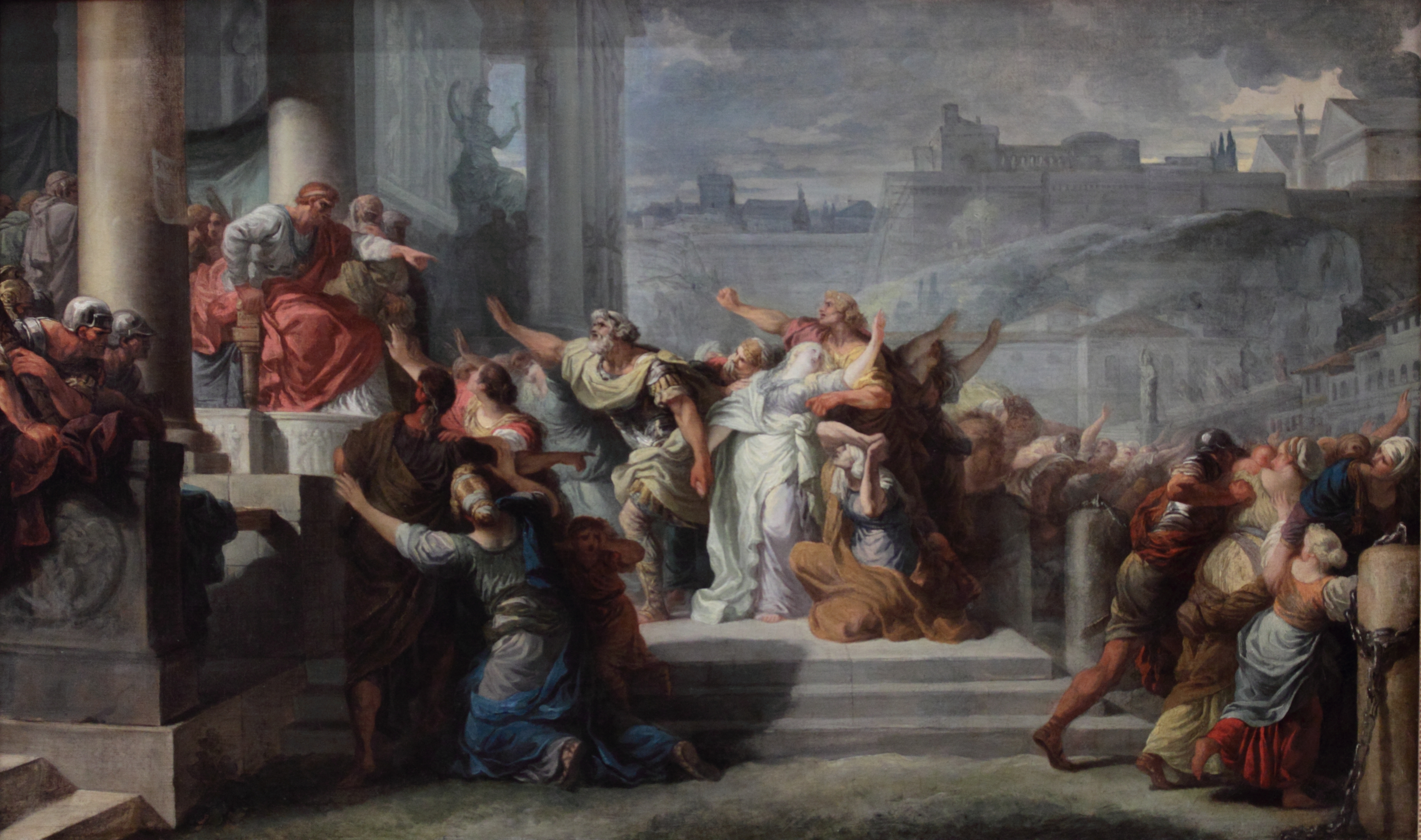
Gabriel-François Doyen, La Morte di Virginia, 1756-1758, schizzo
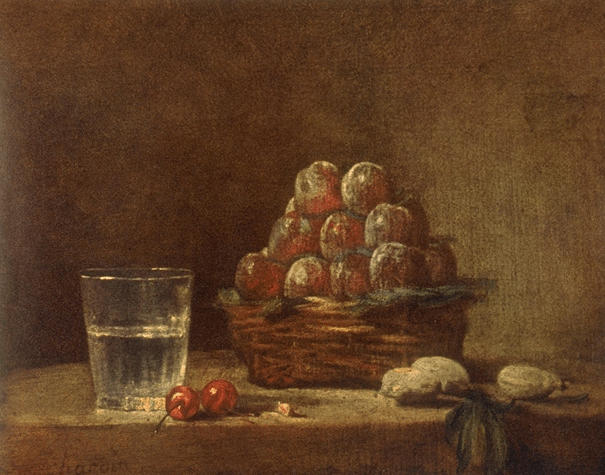
Jean-Baptiste Chardin, Il Paniere di prugne, verso il 1759, olio su tela

### Pitture e sculture dal XIX al XX secolo
Dalla prima metà del XIX secolo sono presenti, tra gli artisti più noti, delle opere di Charles Meynier, Amaury Duval e Léon Cogniet mentre che nella seconda metà del secolo figurano opere di Camille Corot, Eugène Boudin, Johan Barthold Jongkind, Gustave Caillebotte (I sandolini e uno schizzo del Ponte dell'Europa), Auguste Michel Nobillet, Alfred Sisley, Odilon Redon (Lo Sguardo, profilo d'uomo), Émile Bernard, un insieme di tele dei Nabis, con Paul Sérusier, Georges Lacombe, Paul-Elie Ranson, Maurice Denis, Jean-Julien Lemordant.
La collezione dei dipinti contemporanei conta opere di Sam Francis, Jean Couy, Aurélie Nemours, o ancora Geneviève Asse.

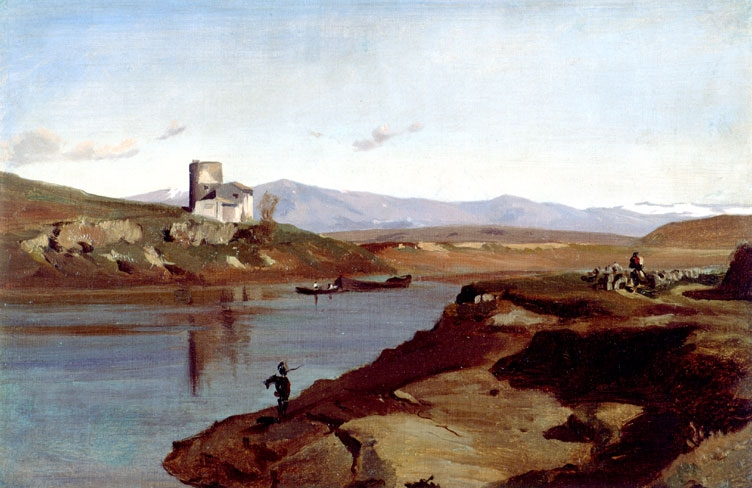
Jean-Achille Benouville, Paysage d'Italie, olio su tela
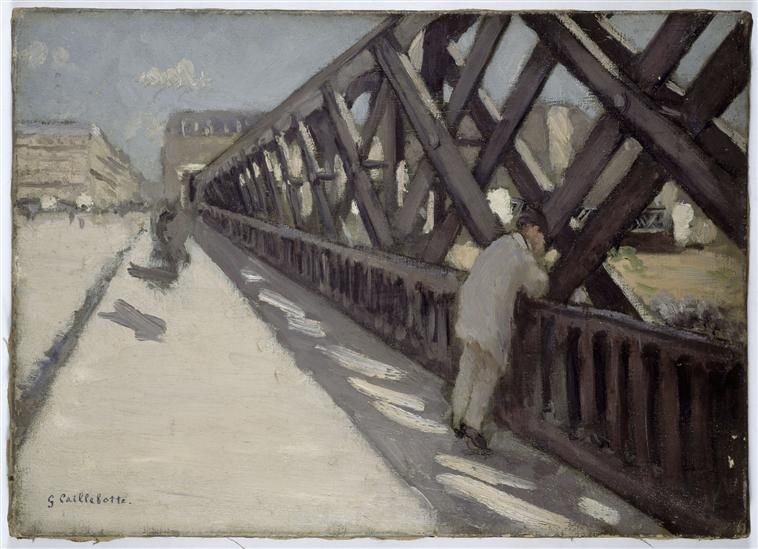
Gustave Caillebotte, Il Ponte dell'Europa, verso il 1876, schizzo, olio su tela
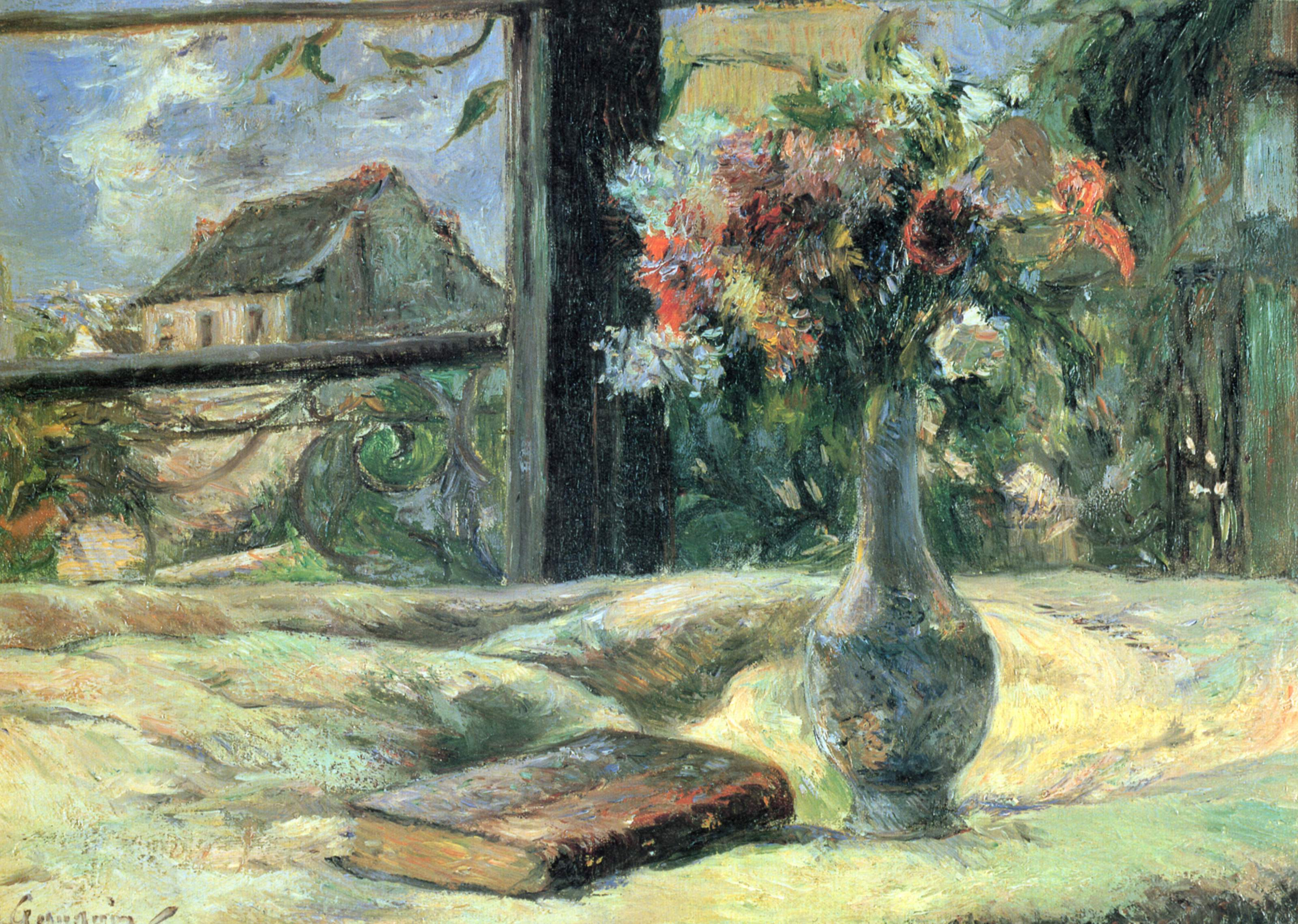
Paul Gauguin, Vaso di fiori alla finestra, 1881, olio su tela
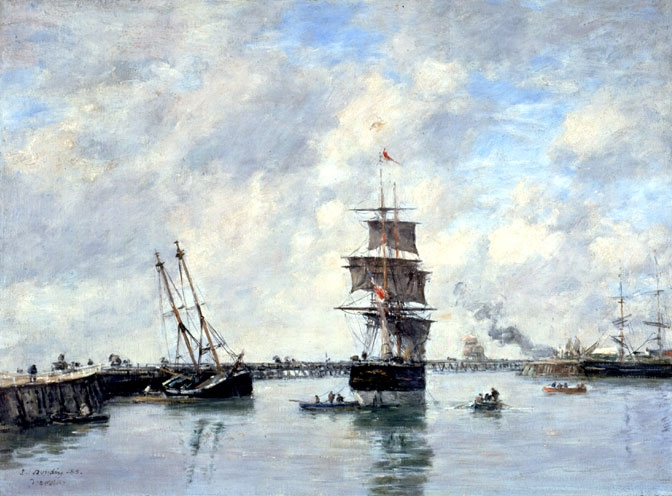
Eugène Boudin, Trouville, i moli, alta marea, 1885, olio su tela
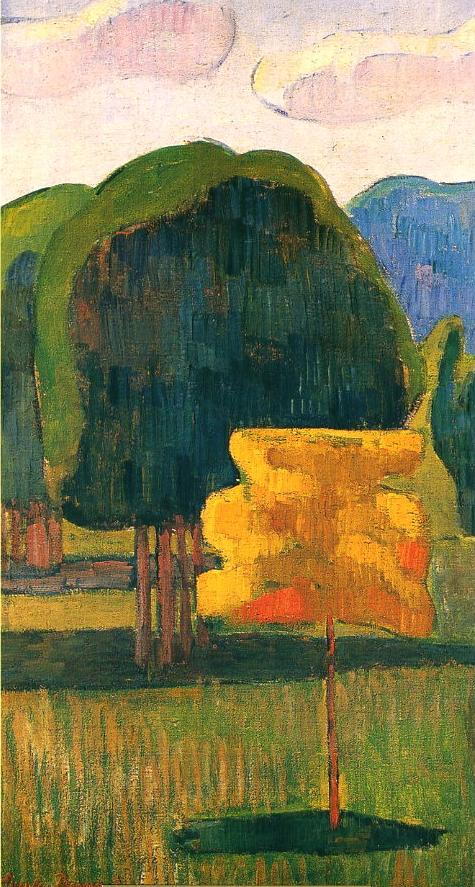
Émile Bernard, L'Albero giallo, 1888, olio su tela
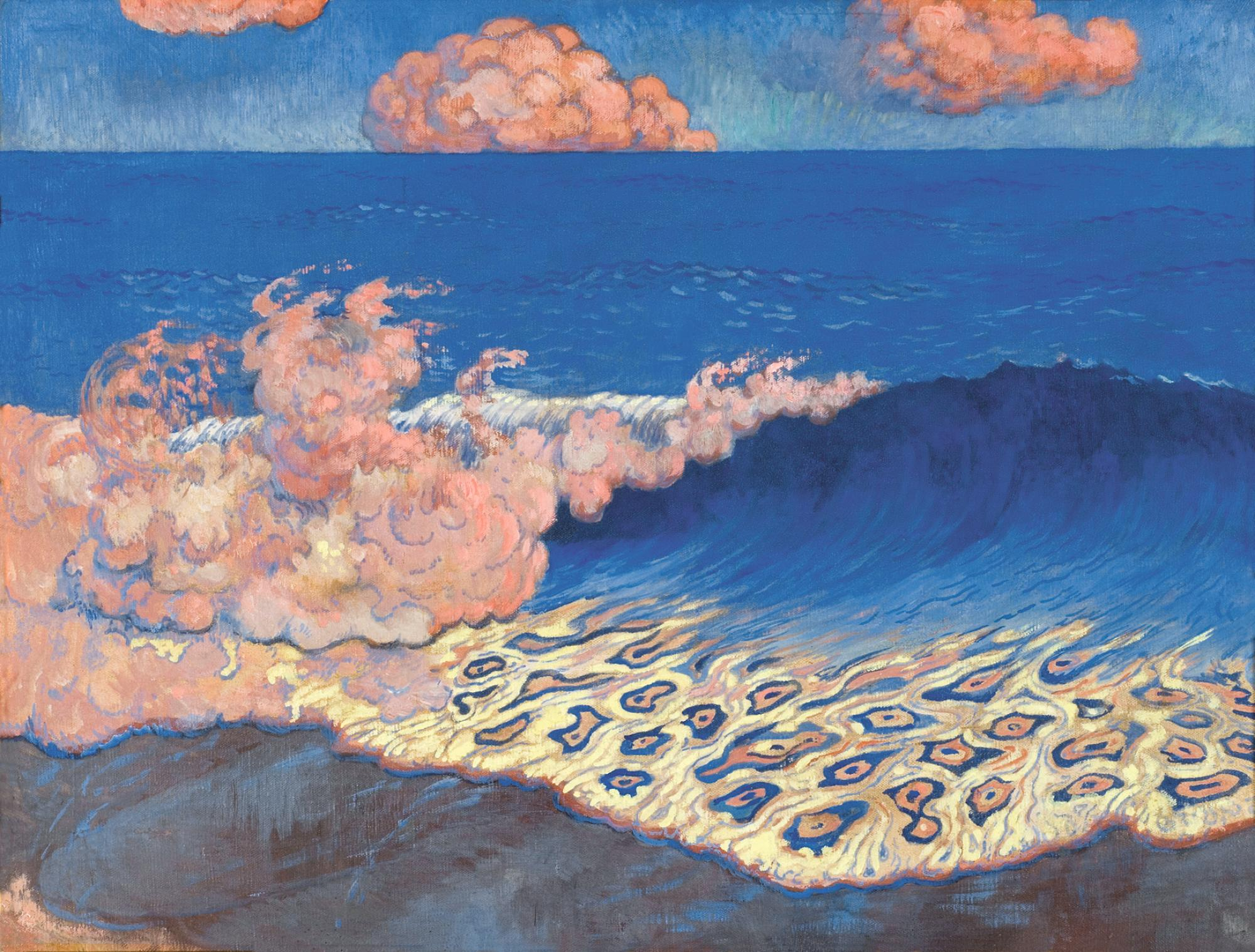
Georges Lacombe, Marina blu, Effetto d'onda, verso il 1893, dipinto all'uovo su tela

Per la scultura, il museo conta opere di Lorenzo Bartolini (Napoleone-Elisa Baciocchi e il suo cane, 1812, marmo), James Pradier, Pierre Gourdel (busto di Paul Devolant), Charles Joseph Lenoir, Louis-Ernest Barrias, Alfred Boucher (Lo Scavatore), Auguste Rodin (Busto di giovane donna, marmo), e Germaine Richier (Pomona, 1945, bronzo).

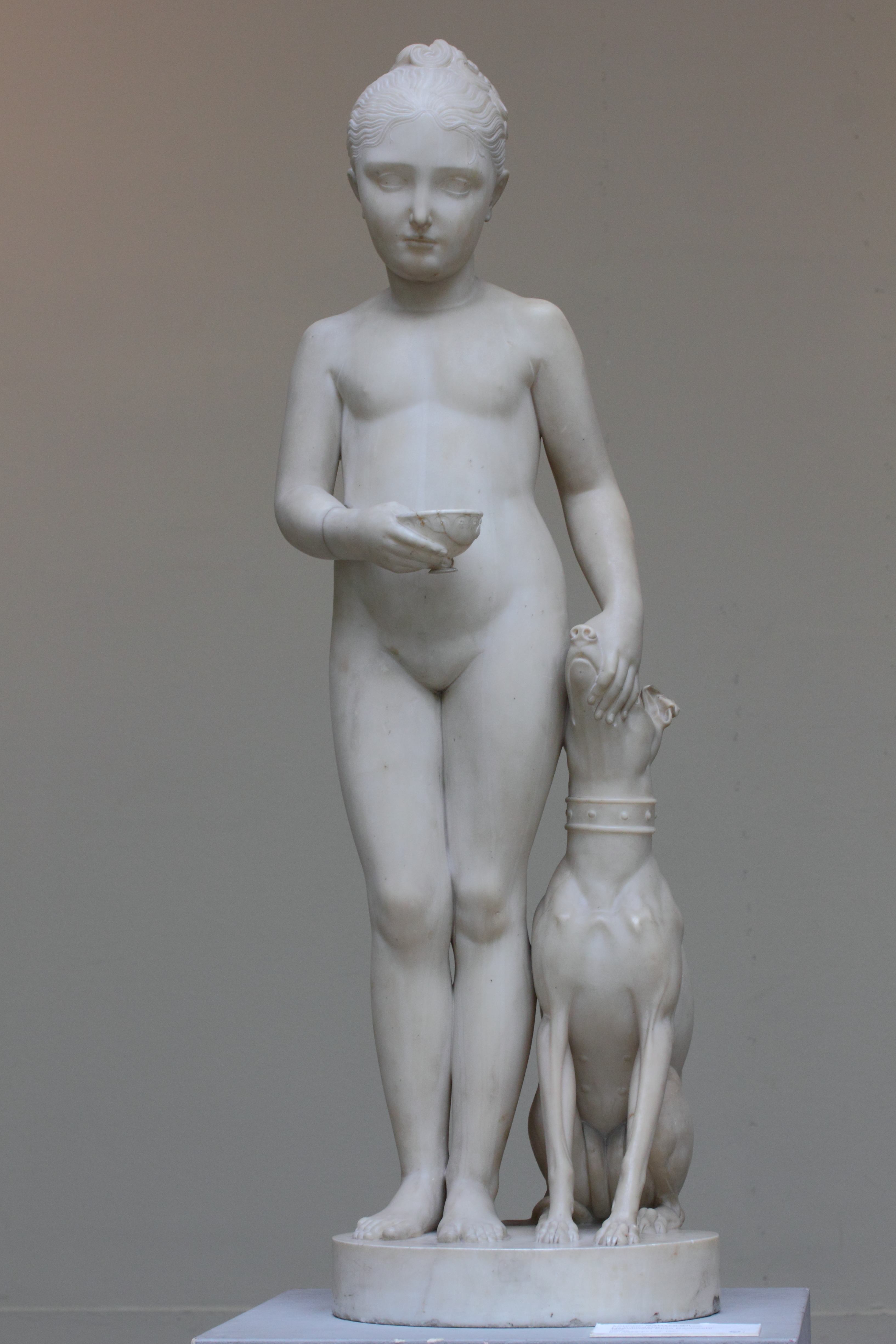
Lorenzo Bartolini, Napoléone-Elisa Baciocchi e il suo cane, 1812, marmo
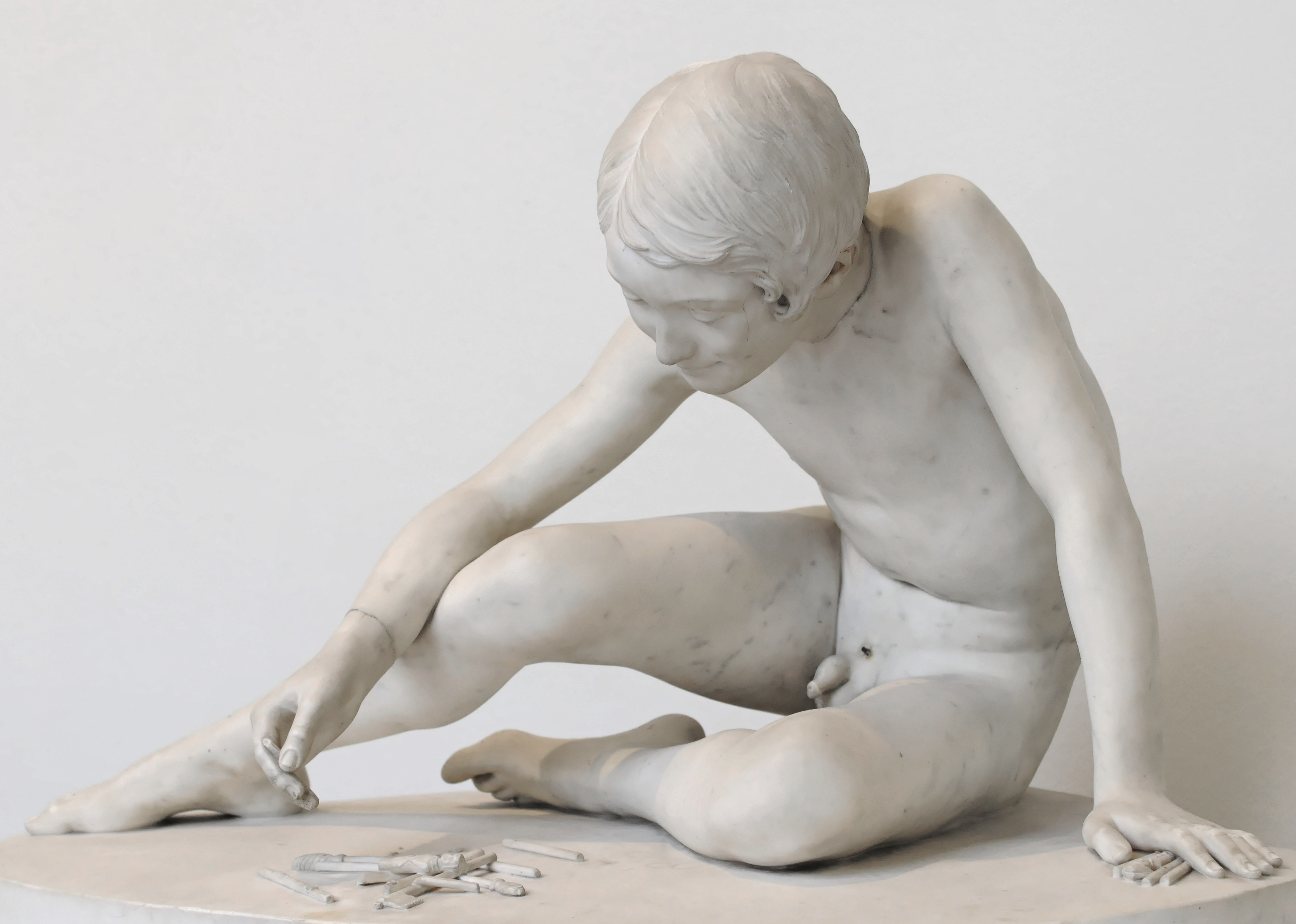
Julien-Charles Dubois, Giocatori d'onchets, 1842, marmo
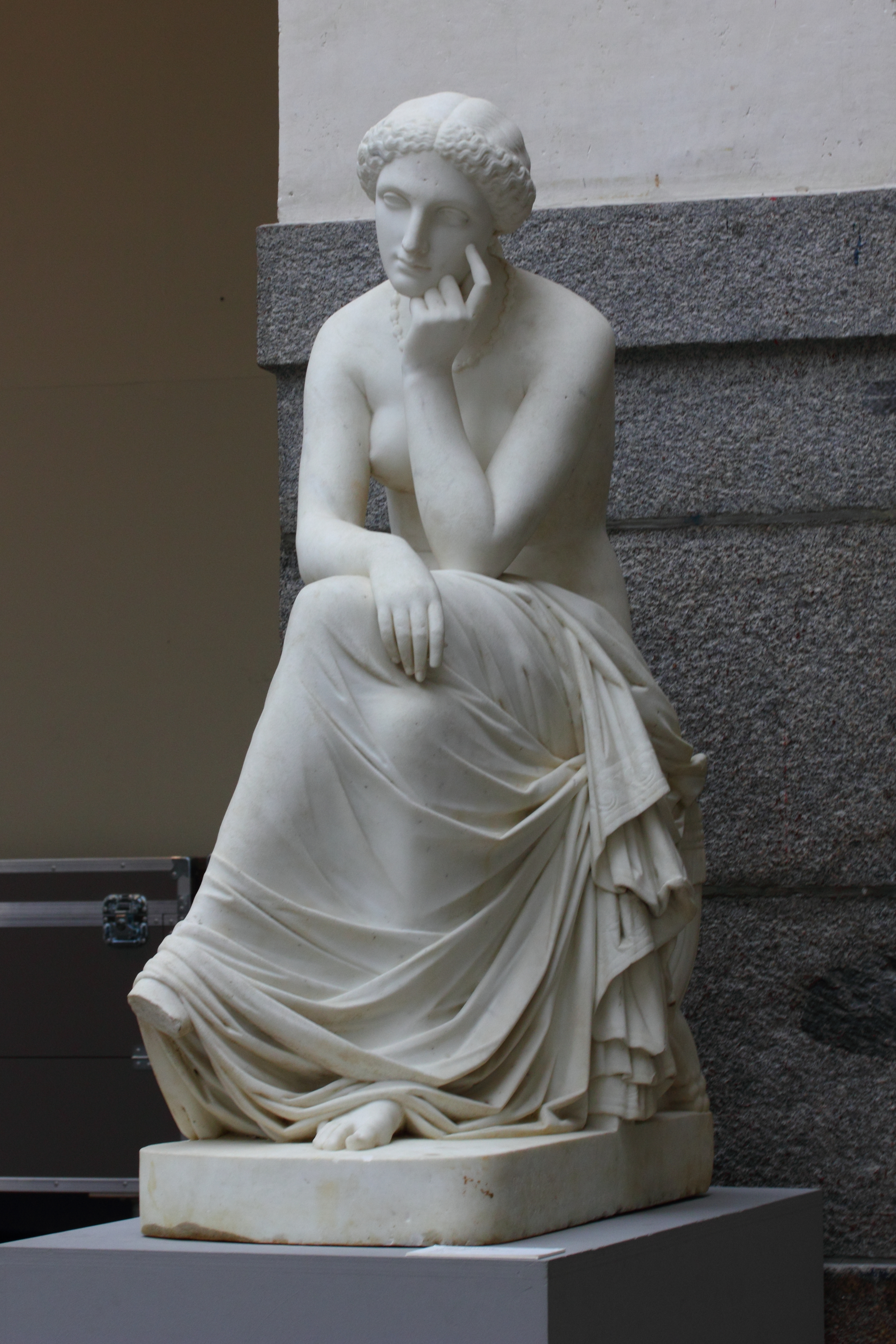
Pierre Travaux, Il Sogno, 1855
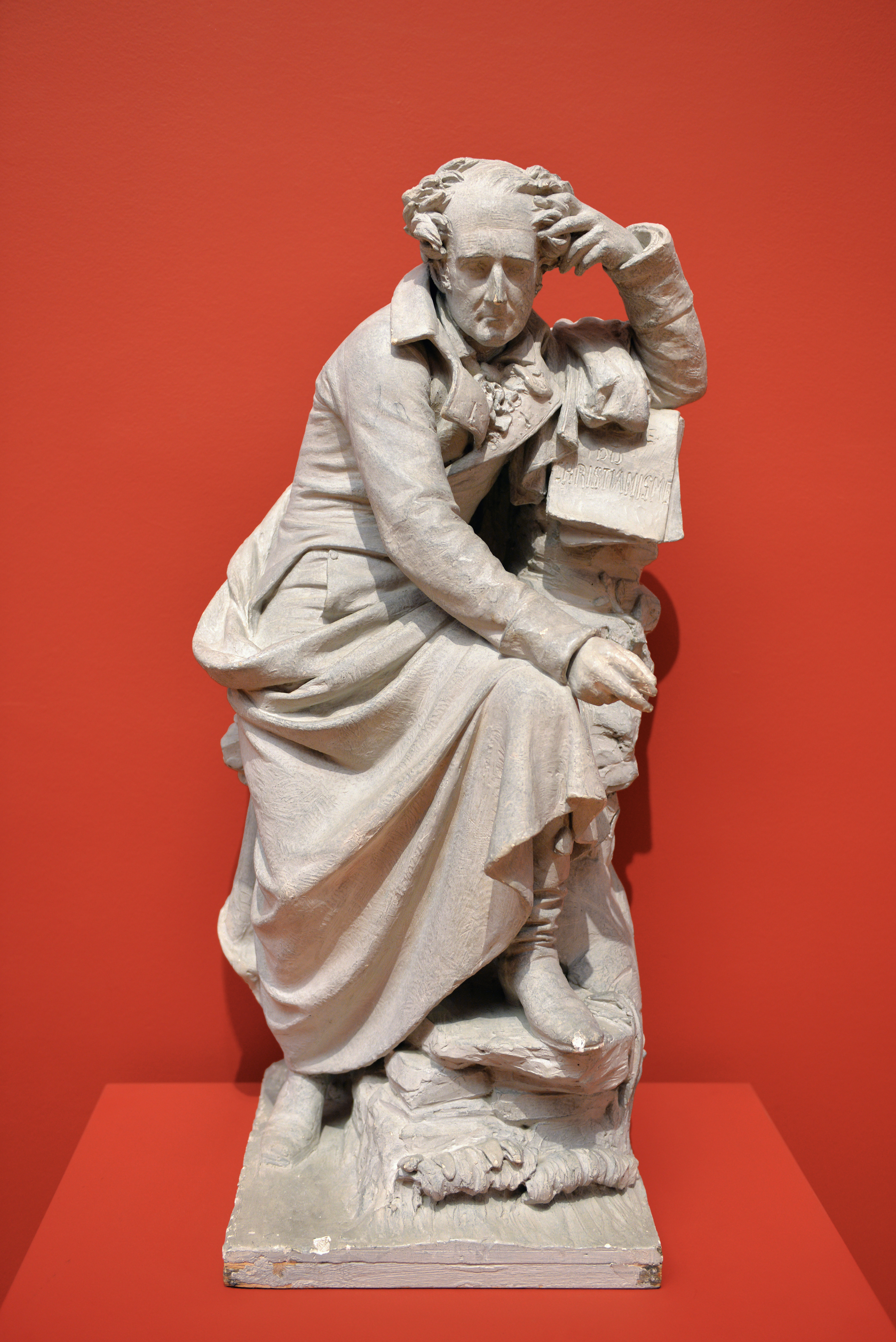
Aimé Millet, Chateaubriand, 1875
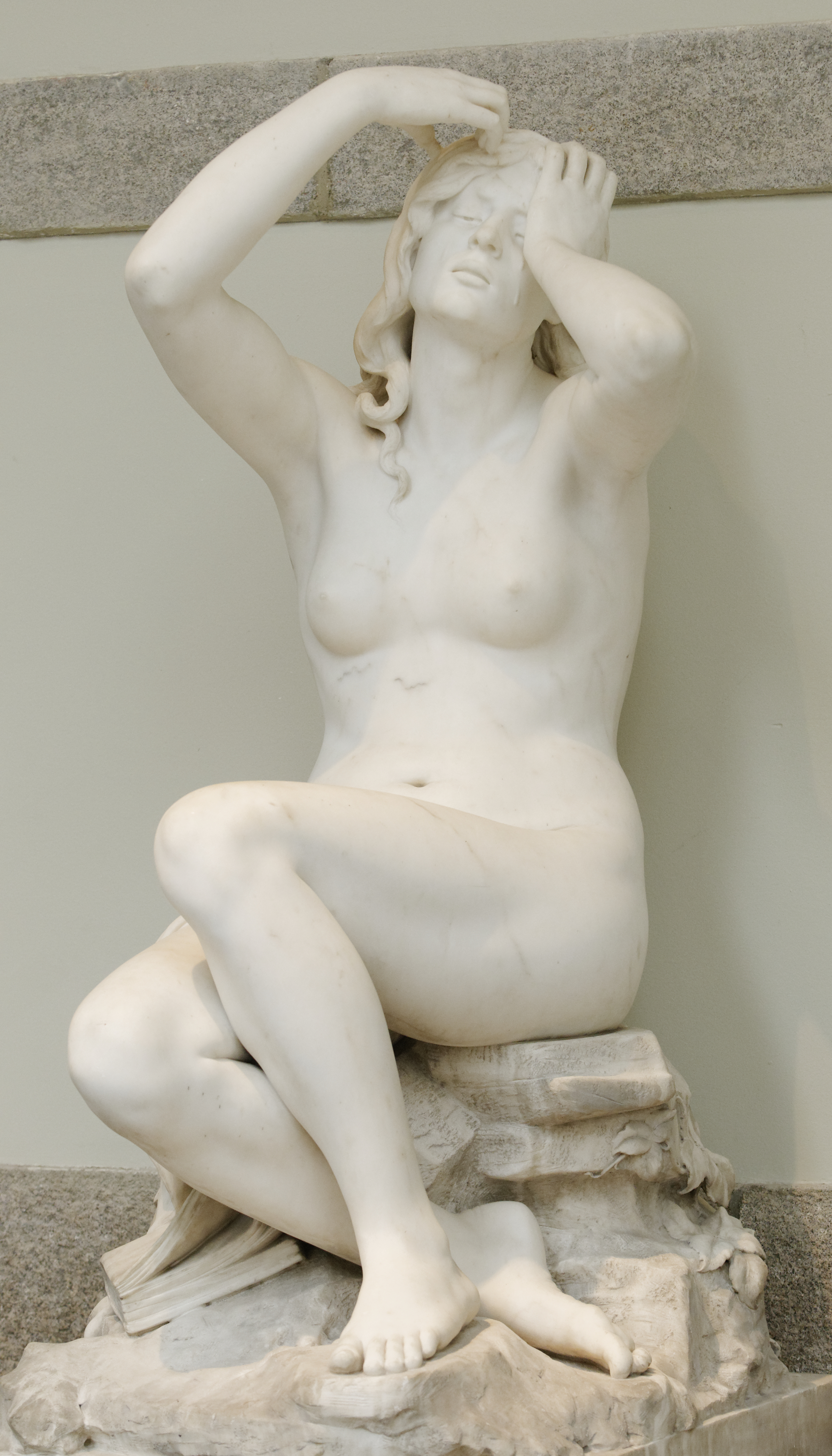
Emmanuel Dolivet, Maddalena, 1886
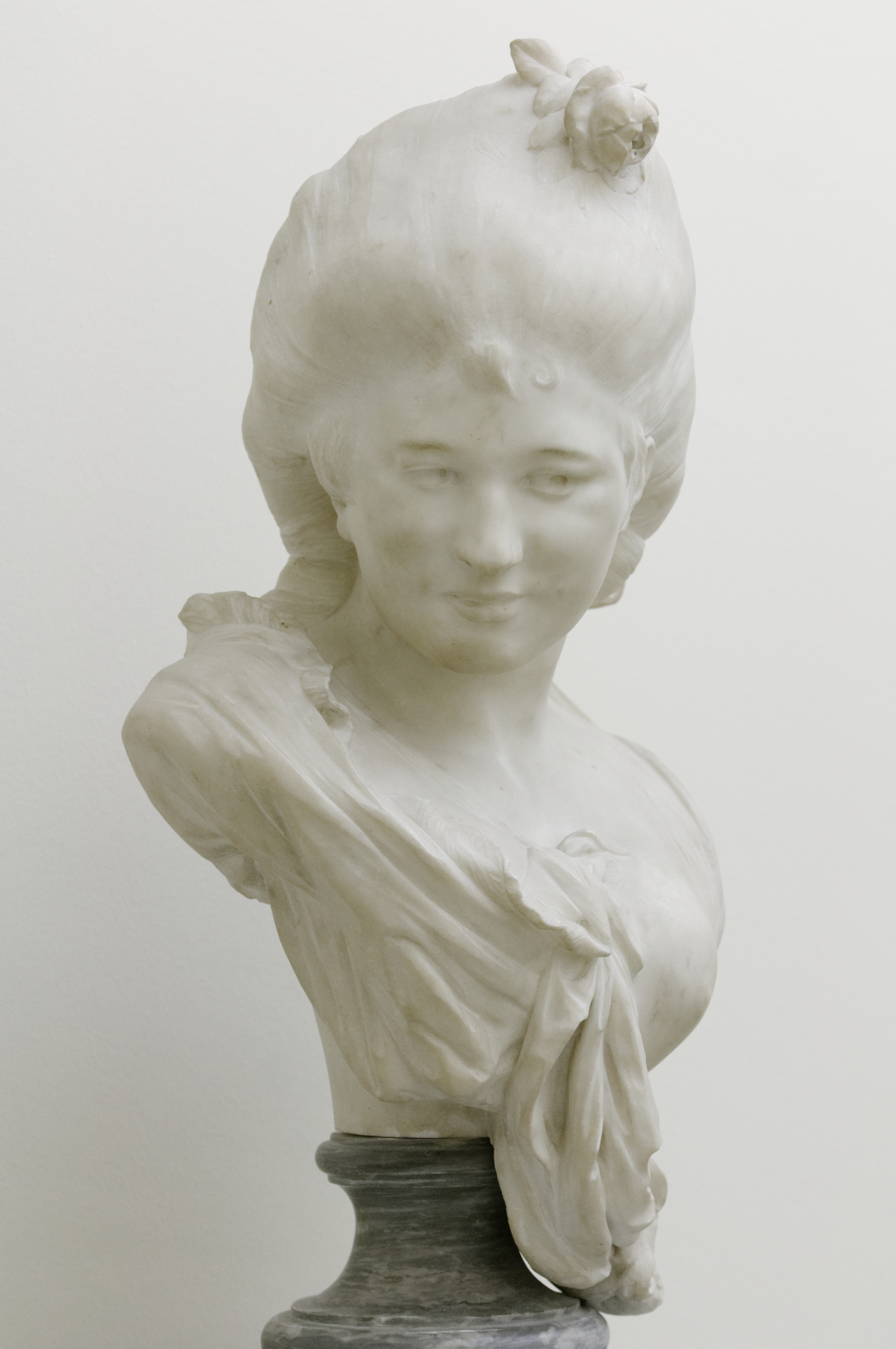
Auguste Rodin, Busto di giovane donna, acquistato nel 1887.
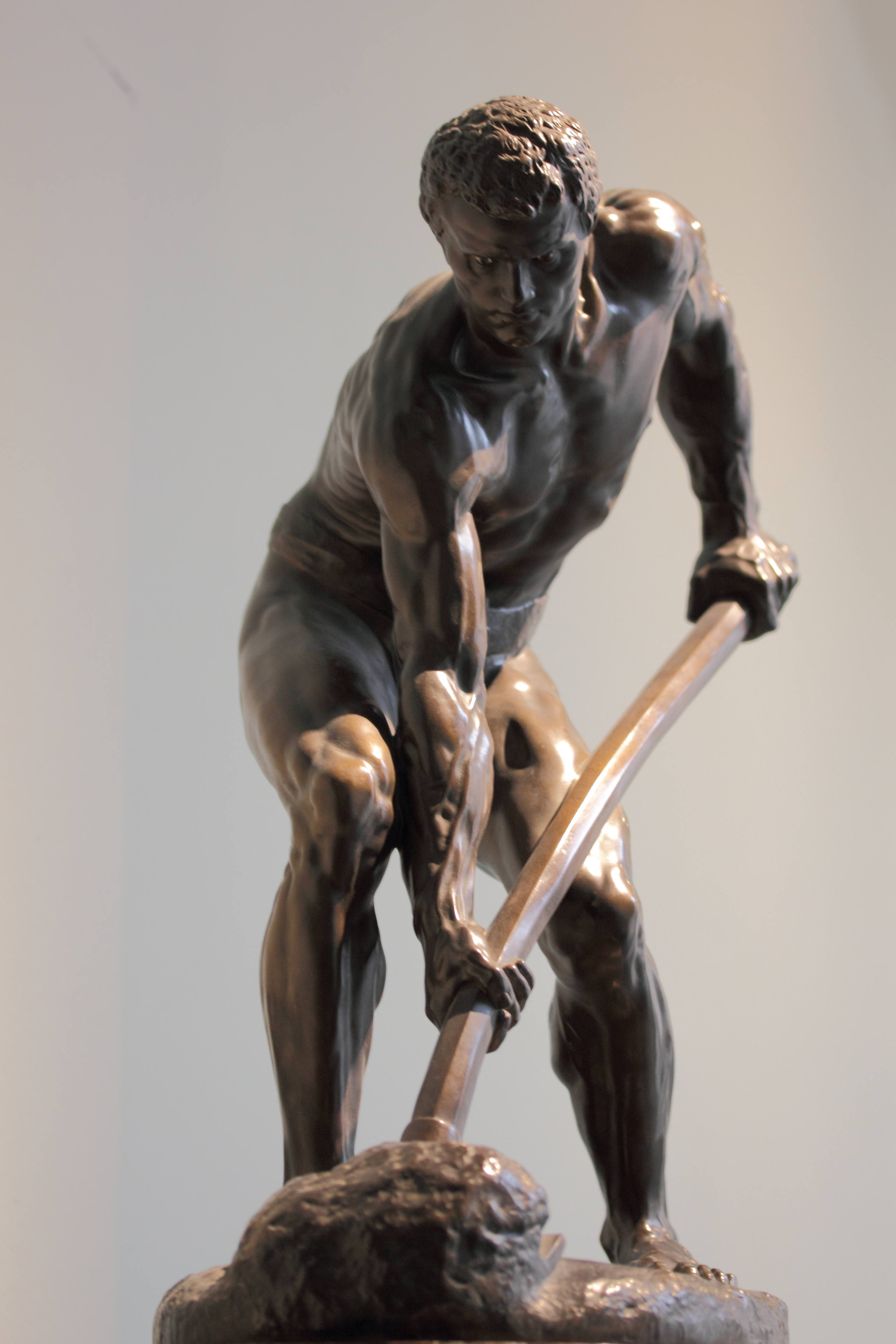
Alfred Boucher, Lo Scavatore, 1890
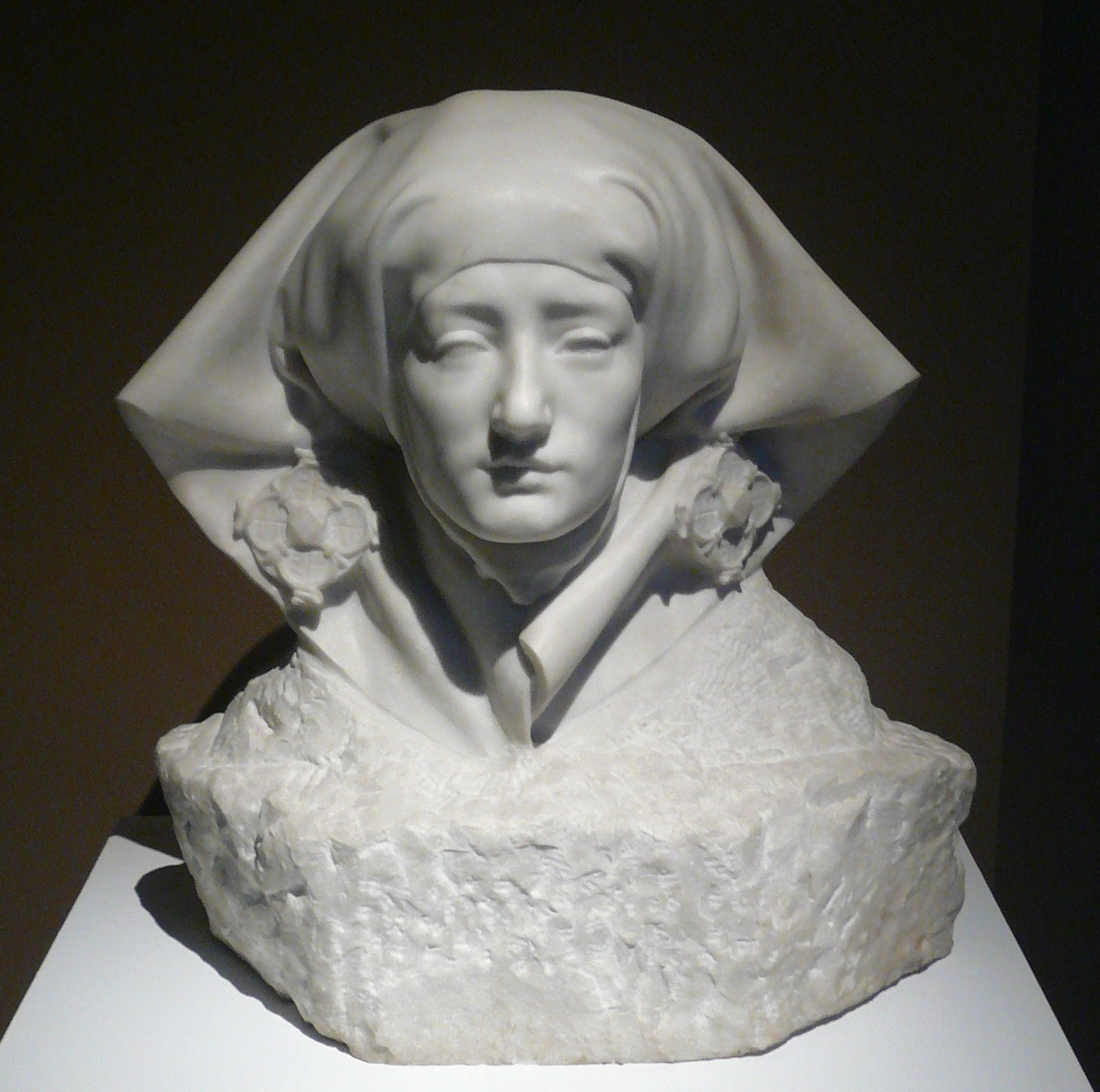
Jean Boucher, Busto di Anna di Bretagna, 1915

## Biblioteca
La biblioteca del museo di belle arti propone un fondo di studio specializzato in storia dell'arte e archeologia generale costituito da più di 32 000 opere.